# STS-133
STS-133 — космический полёт MTKK «Дискавери» по программе «Спейс шаттл». Доставка оборудования и материалов на Международную космическую станцию. Это 39-й полёт шаттла и последний полёт в космос «Дискавери».

## Экипаж
- (НАСА): Стивен Линдси (англ. Steven Wayne Lindsey) (5-й космический полёт) — командир;
- (НАСА): Эрик Боу (англ. Eric Allen Boe) (2) — пилот;
- (НАСА): Бенджамин Дрю (англ. Benjamin Alvin (Al) Drew) (2) — специалист по программе полёта;
- (НАСА): Майкл Барратт (англ. Michael Reed Barratt) (2) — специалист по программе полёта;
- (НАСА): Стивен Боуэн (англ. Stephen Gerard Bowen) (3) — специалист по программе полёта;
- (НАСА): Николь Стотт (англ. Nicole Passonno Stott) (2) — специалист по программе полёта.

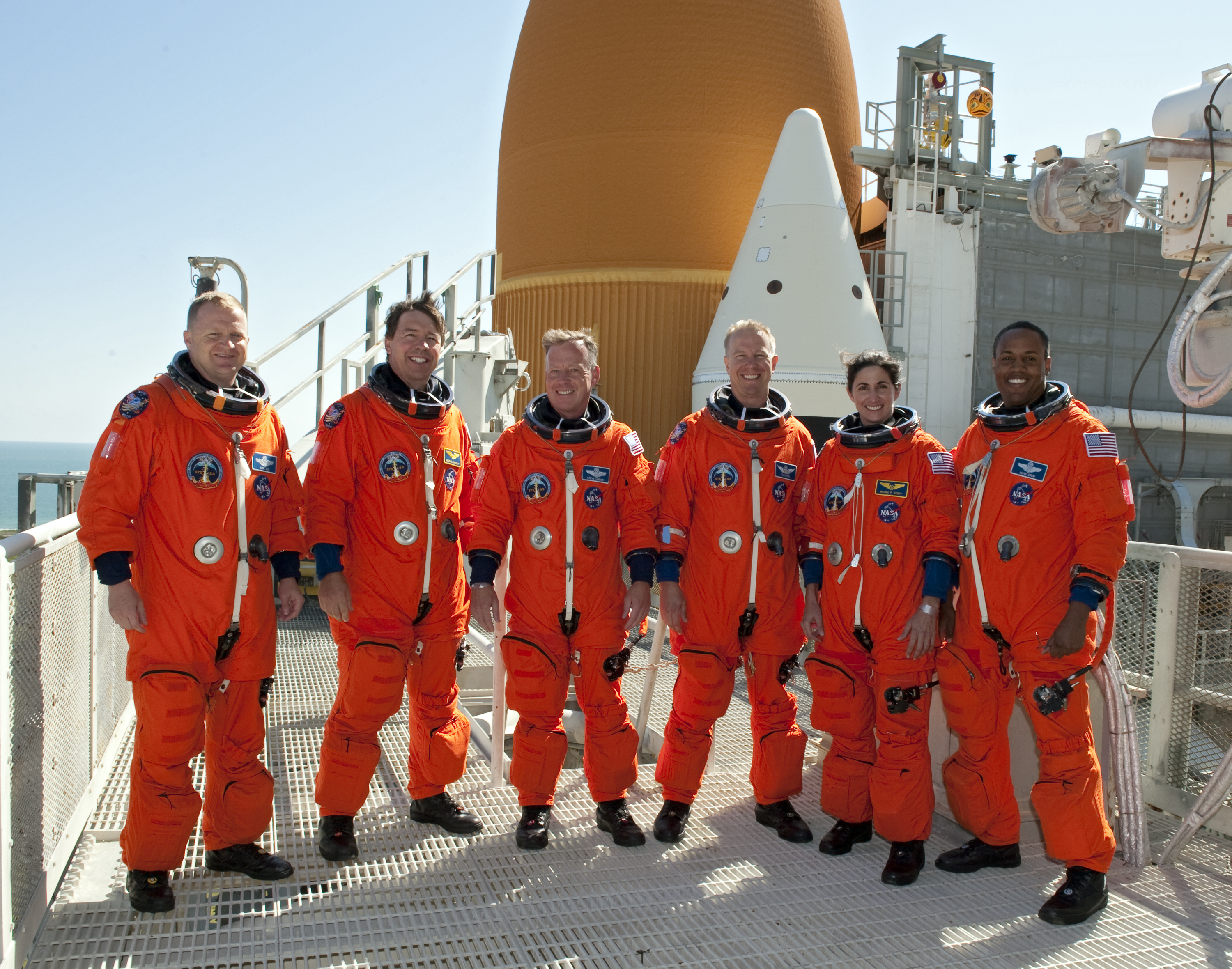
Первоначальный экипаж: (слева направо) Эрик Боу, Майкл Барратт, Стивен Линдси, Тимоти Копра, Николь Стотт, Элвин Дрю

В первоначальный вариант состава экипажа, который был объявлен 18 сентября 2009 года, в качестве основного выходящего в открытый космос астронавта был назван Тимоти Копра. 15 января 2011 года Копра был травмирован во время езды на велосипеде и был заменён на Стивена Боуэна.

## Выходы в открытый космос
Во время полёта было осуществлено два выхода в открытый космос.
- Выход 1 — Боуэн и Дрю
- Цели: Прокладка силового кабеля, переноска насоса системы охлаждения, эксперимент «Послание в бутылке».
- Начало: 28 февраля 2011 — 15:46 UTC
- Окончание: 28 февраля 2011 — 22:20 UTC
- Продолжительность: 6 часов 34 минуты.

Это 154-й выход в космос, связанный с МКС.
Это 6-й выход в космос для Боуэна и 1-й выход для Дрю.
- Выход 2 — Боуэн и Дрю
- Цели: Обслуживание насоса системы охлаждения, установка защитных линз на камеры, переноска экспериментального стенда, установление дополнительного освещения.
- Начало: 2 марта 2011 — 15:42 UTC
- Окончание: 2 марта 2011 — 21:56 UTC
- Продолжительность: 6 часов 14 минут.

Это 155-й выход в космос, связанный с МКС.
Это 7-й выход в космос для Боуэна и 2-й выход для Дрю.

## Цель
Доставка оборудования и материалов на Международную космическую станцию в модифицированном транспортном модуле «Леонардо» и на экспериментально-транспортной платформе (Express Logistics Carrier 4). На экспериментально-транспортной платформе закреплена запасная радиаторная панель для системы охлаждения станции. Вес панели — 1,12 тонны (2475 фунтов), длина — 3,4 м (11 футов). Транспортный модуль «Леонардо» использовался для доставки оборудования на МКС и обратно на Землю. Модуль «Леонардо» шесть раз летал к станции. После последнего полёта к станции в ноябре 2009 года модуль был модифицирован с тем, чтобы он навсегда остался пристыкованным к станции. Он будет использоваться как дополнительное складское помещение в составе МКС. В модуле «Леонардо» на станцию доставят запасное оборудование, продукты, научные приборы и Робонавт-2.

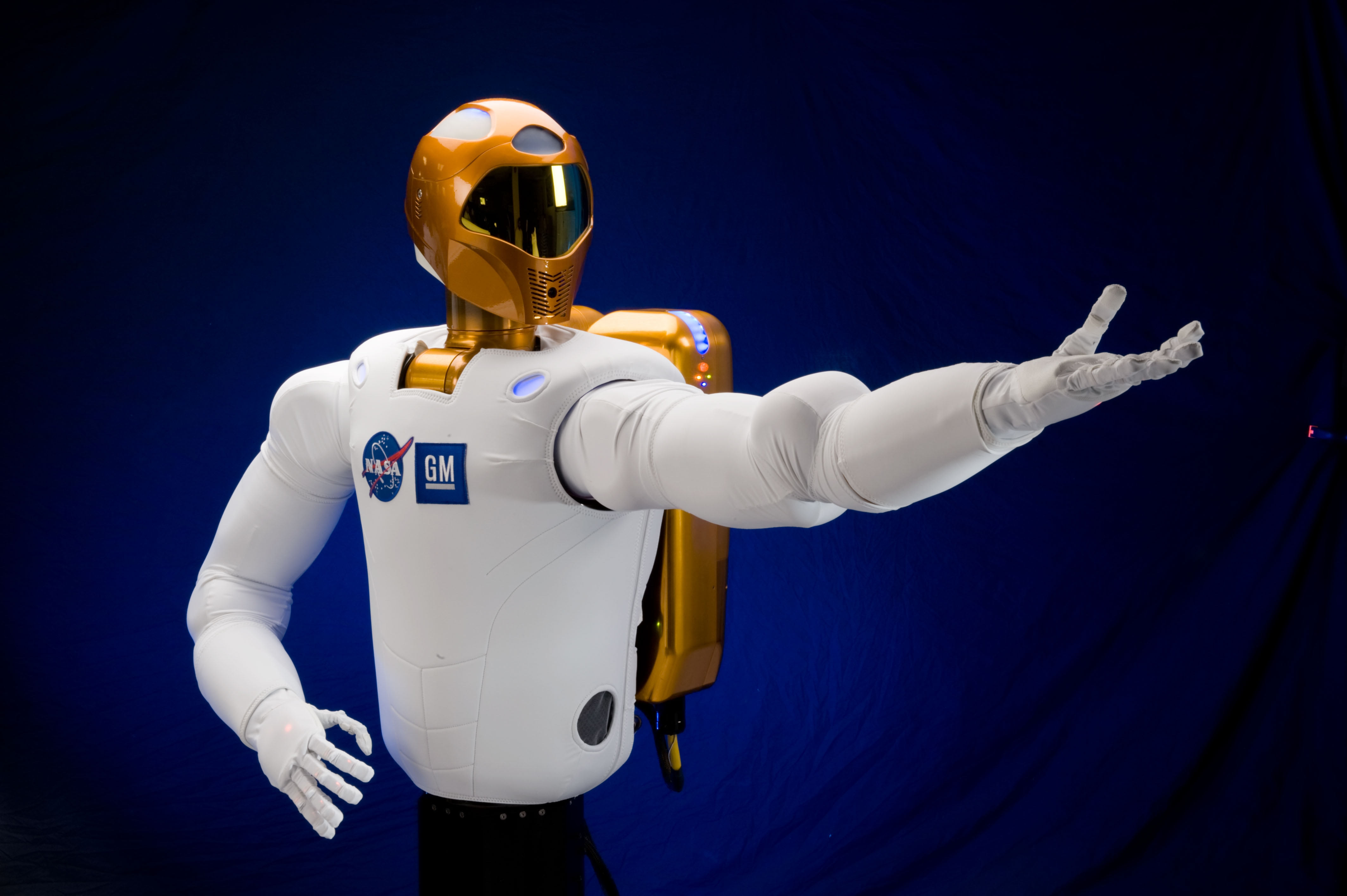
Робонавт 2

Робонавт 2 (Robonaut 2, R2) — робот, который является совместной разработкой компании «Дженерал Моторс» и НАСА. Цель запуска робота — проверка его функционирования в условиях невесомости, влияние на его работу космического и электромагнитного излучения. Робонавт весит 136 кг, и он имеет похожие на человеческие голову, корпус и две руки. Его руки способны работать с различными инструментами. НАСА надеется, что в будущем подобные роботы смогут выполнять некоторые работы в космосе, в том числе в открытом космосе. «Дженерал Моторс» надеется использовать подобные роботы при сборке автомобилей. Во время полёта «Дискавери» Робонавт будет работать в модуле «Дестини».

## Подготовка к полёту

### 2009 год
18 сентября 2009 года в НАСА был назначен экипаж для последнего полёта по программе «Спейс шаттл». Последний старт шаттла «Дискавери» STS-133 назначен на 16 сентября 2010 года. Командиром экипажа назначен Стивен Линдси, пилотом — Эрик Боу, специалисты по программе полёта: Элвин Дрю, Майкл Барратт, Тимоти Копра и Николь Стотт. Линдси отправляется в пятый космический полёт, ранее он участвовал в экспедициях STS-87, STS-95, STS-104 и STS-121. Эрик Боу ранее летал на STS-126, Элвин Дрю — на STS-118. В момент назначения в экипаж «Дискавери» STS-133 Майкл Барратт и Николь Стотт находились на МКС в составе 20-й экспедиции. Тимоти Копра также был членом 20-й экспедиции МКС в июле-августе 2009 года.

### 2010 год
1 июля 2010 года старт экспедиции «Дискавери» STS-133 перенесён с 16 сентября 2010 года (15 часов 57 минут по Гринвичу) на 1 ноября в 20 часов 33 минуты. Перенос старта связан с увеличением времени на подготовку полезных грузов, доставляемых на МКС, и с целью лучшего согласования графика полётов различных кораблей к МКС. Стыковка с МКС должна состояться в 16 часов 52 минут 3 ноября. 4 ноября к станции должен будет подсоединён транспортно-грузовой модуль «Леонардо». На 5 и 7 ноября намечены два выхода в открытый космос астронавтов Тимоти Копра и Элвина Дрю. Отстыковка от станции — в 11 часов 13 минут 10 ноября. Приземление — 12 ноября около 16 часов.
8 сентября 2010 из-за разрыва водопровода космический центр имени Кеннеди остался без воды и был закрыт. Назначенная на этот день перевозка шаттла «Дискавери» из ангара в здание вертикальной сборки была перенесена на следующий день.
9 сентября 2010 года шаттл «Дискавери» был перевезён в здание вертикальной сборки, где он будет соединён с внешним топливным баком и твердотопливными ускорителями. Перевозка шаттла началась в 10 часов 54 минуты по Гринвичу (6 часов 54 минуты местного времени). Перевозка завершилась в 14 часов 50 минут. «Дискавери» готовится к своему последнему космическому полёту, поэтому во время перевозки «Дискавери» был приостановлен на несколько часов для фотосессии. Вывоз шаттла «Дискавери» на стартовую площадку 39А запланирован на 20 сентября.

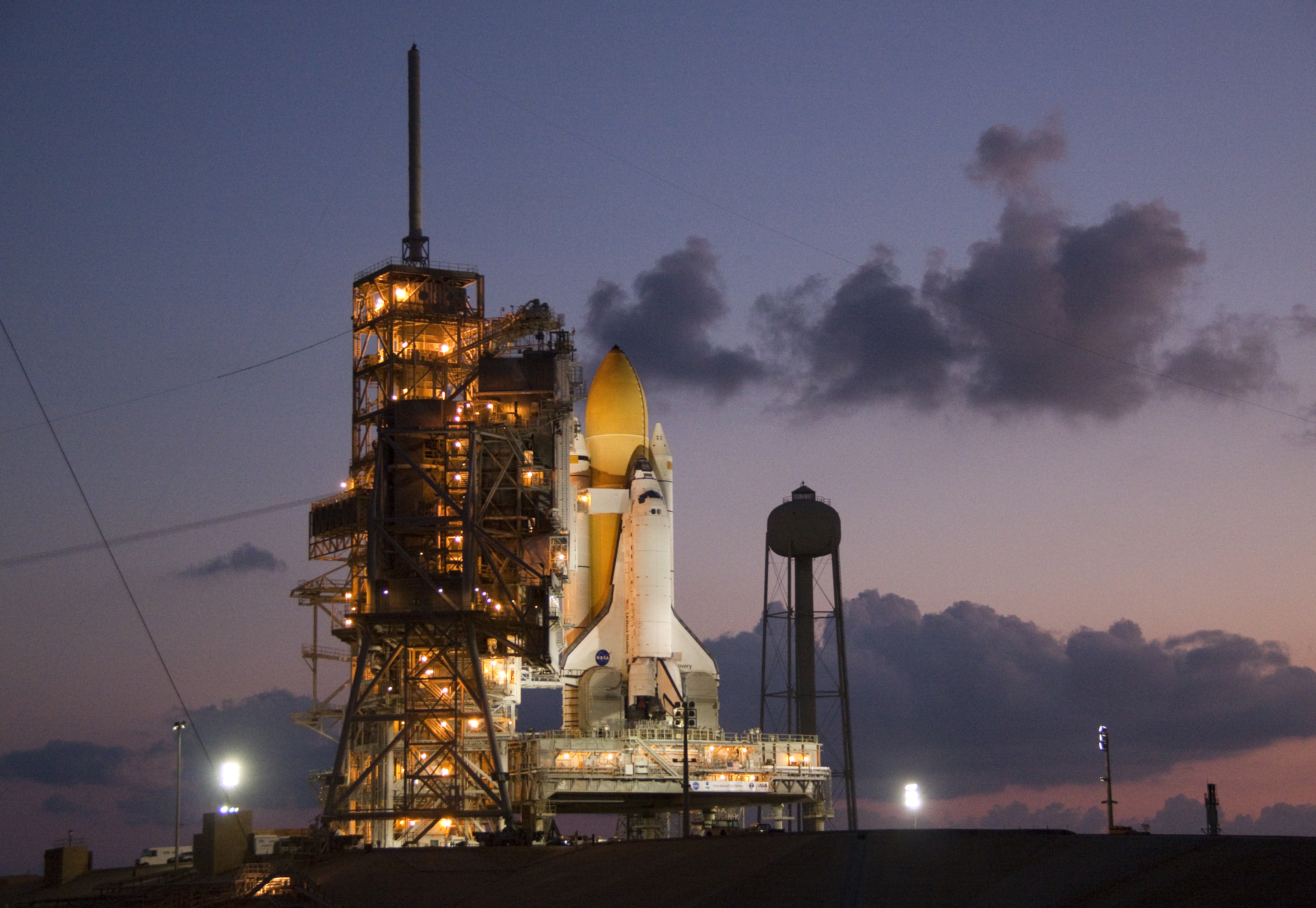
Шаттл «Дискавери» на стартовой площадке готовится к своему последнему космическому полёту

21 сентября 2010 года шаттл «Дискавери» был перевезён из здания вертикальной сборки на стартовую площадку 39А. Перевозка шаттла началась 20 сентября в 23 часа 23 минуты по Гринвичу (19 часов 23 минуты летнего времени восточного побережья США). Перевозка продолжалась 6 часов 26 минут. В 5 часов 49 минут «Дискавери» был установлен на стартовой площадке.
15 октября экипаж «Дискавери» провёл полномасштабную тренировку предстартового отсчёта на космодроме мыса Канаверал. Астронавты надели скафандры, разместились в кабине шаттла и отрепетировали все предстартовые операции.
18 октября в трубопроводе подачи топлива к правой системе орбитального маневрирования была обнаружена утечка. Инженеры НАСА надеются, что устранение неисправности не приведёт к задержке старта «Дискавери».
19 октября специалистам НАСА удалось устранить утечку в топливопроводе, но для полной уверенности в надёжности 23 октября были также заменены уплотнители на фланцах топливопровода.
25 октября НАСА официально подтвердило, что старт «Дискавери» STS-133 состоится 1 ноября в 20 часов 40 минут по Гринвичу (16 часов 40 минут летнего времени восточного побережья США). Предстартовый отсчёт начнётся 29 октября в 19 часов по Гринвичу.
28 октября экипаж шаттла «Дискавери» прибыл на космодром мыса Канаверал. Астронавты прилетели на самолётах Т-38.
29 октября в правой системе орбитального маневрирования была обнаружена утечка гелия. Для устранения неисправности требуется, по крайней мере, сутки. Старт «Дискавери» перенесён на 2 ноября в 20 часов 17 минут по Гринвичу. Стартовый отсчёт должен начаться 30 октября в 18 часов. Соответственно, переносятся: стыковка с МКС — на 4 ноября в 16 часов 11 минут, расстыковка — на 11 ноября в 10 часов 5 минут, приземление — на 13 ноября в 15 часов 5 минут. Выходы в открытый космос астронавтов Копра и Дрю переносятся с 5 и 7 ноября на 6 и 8 ноября. Благоприятное для запуска шаттла окно простирается до 7 ноября. Следующее благоприятное окно откроется 1 декабря.
30 октября принято решение перенести старт шаттла «Дискавери» ещё на сутки, чтобы дать возможность инженерам провести ремонт и полное тестирование герметичности системы подачи гелия, в которой накануне была обнаружена утечка. Старт должен состояться 3 ноября в 19 часов 52 минуты по Гринвичу. Стартовый отсчёт начнётся 31 октября в 18 часов. Стыковка с МКС должна состояться 5 ноября в 16 часов 36 минут, расстыковка — 12 ноября в 9 часов 2 минуты, приземление — 14 ноября в 13 часов 59 минут. Выходы в открытый космос должны состояться 7 и 9 ноября.
31 октября инженеры провели успешный ремонт и полную проверку герметичности системы подачи гелия в правой системе орбитального маневрирования «Дискавери». В 18 часов по Гринвичу (14 часов местного времени) на космодроме мыса Канаверал начался предстартовый отсчёт для последнего космического полёта шаттла «Дискавери». В соответствии с метеопрогнозом на 3 ноября вероятность благоприятной для старта погоды в районе космодрома составляет 70 %.
2 ноября старт «Дискавери» задержан, по крайней мере, на сутки. Предстартовый обратный отсчёт приостановлен. Старт переносится на 4 ноября в 19 часов 29 минут. В понедельник (1 ноября) были обнаружены сбои в работе резервного компьютера главной двигательной установки № 3 шаттла. Инженеры исследуют причины возникших сбоев, а также возможность запуска шаттла «как есть» или необходимости ремонта компьютера. В то же время к району космодрома приближается грозовой фронт с низкой облачностью и дождями. Метеопрогноз на четверг 4 ноября даёт только 30 %, что погода на мысе Канаверал будет благоприятной для старта «Дискавери». На пятницу 5 ноября вероятность благоприятной погоды составляет 70 %. Если старт состоится 4, то стыковка с МКС должна будет состояться 6 ноября в 15 часов 29 минут, расстыковка — 13 ноября в 10 часов 27 минут, приземление — 15 ноября в 15 часов 25 минут.
Последующие возможности для старта «Дискавери»:
- 5 ноября — 19 часов 4 минуты
- 6 ноября — 18 часов 41 минута
- 7 ноября — 18 часов 15 минут

3 ноября принято решение, что старт шаттла «Дискавери» должен состояться в четверг, 4 ноября в 19 часов 29 минут. Сбои в резервном компьютере больше не повторялись. Специалисты НАСА считают, что «Дискавери» может стартовать без замены компьютера, безопасности астронавтов ничто не угрожает. Нет технических проблем для старта, но погода в районе космодрома ухудшается. 4 ноября ожидается дождь и низкая облачность, вероятность благоприятной для старта погоды составляет 20 %. 5 и 6 ноября ожидается сильный ветер, вероятность благоприятной для старта погоды увеличится до 40 %.
4 ноября низкая облачность и дождь вынудили руководство НАСА отменить назначенный на 4 ноября старт и перенести его на 5 ноября в 19 часов 4 минуты по Гринвичу. Руководители полёта встретятся завтра в 5 часов утра, чтобы уточнить данные погодных условий. Если старт состоится 5, то стыковка с МКС должна будет состояться 7 ноября в 15 часов 55 минут, расстыковка — 14 ноября в 9 часов 21 минуту, приземление — 16 ноября в 14 часов 16 минут.
Прогноз погоды на 5 ноября также неблагоприятен, хотя дождь должен закончиться, но ожидается усиление ветра до 9 м/с (17 узлов) с порывами до 13 м/с (26 узлов).
Последующие возможности для старта «Дискавери»:
- 6 ноября — 18 часов 41 минута, вероятность благоприятной погоды 40 %.
- 7 ноября — 18 часов 15 минут, вероятность благоприятной погоды 70 %.
- 8 ноября — 17 часов 52 минуты, вероятность благоприятной погоды 90 %.

5 ноября в 10 часов, в соответствии с графиком подготовки к старту, началась закачка жидких кислорода и водорода во внешний топливный бак «Дискавери». В 11 часов 57 минут была обнаружена утечка жидкого водорода в месте подсоединения семидюймового топливопровода к внешнему топливному баку. В 12 часов 11 минут принято решение о прекращении закачки топлива и об отмене старта. Для устранения утечки понадобится, по крайней мере, 48 часов, так как это связано с тем, что необходимо продуть огромный внешний топливный бак. Следующая попытка старта могла бы состояться не ранее понедельника, 8 ноября в 17 часов 53 минуты. Это была бы последняя попытка запуска «Дискавери» в текущем окне. Следующее окно для старта «Дискавери» откроется 30 ноября. Возможности для старта: 30 ноября в 9 часов 5 минут и 1 декабря в 8 часов 40 минут.

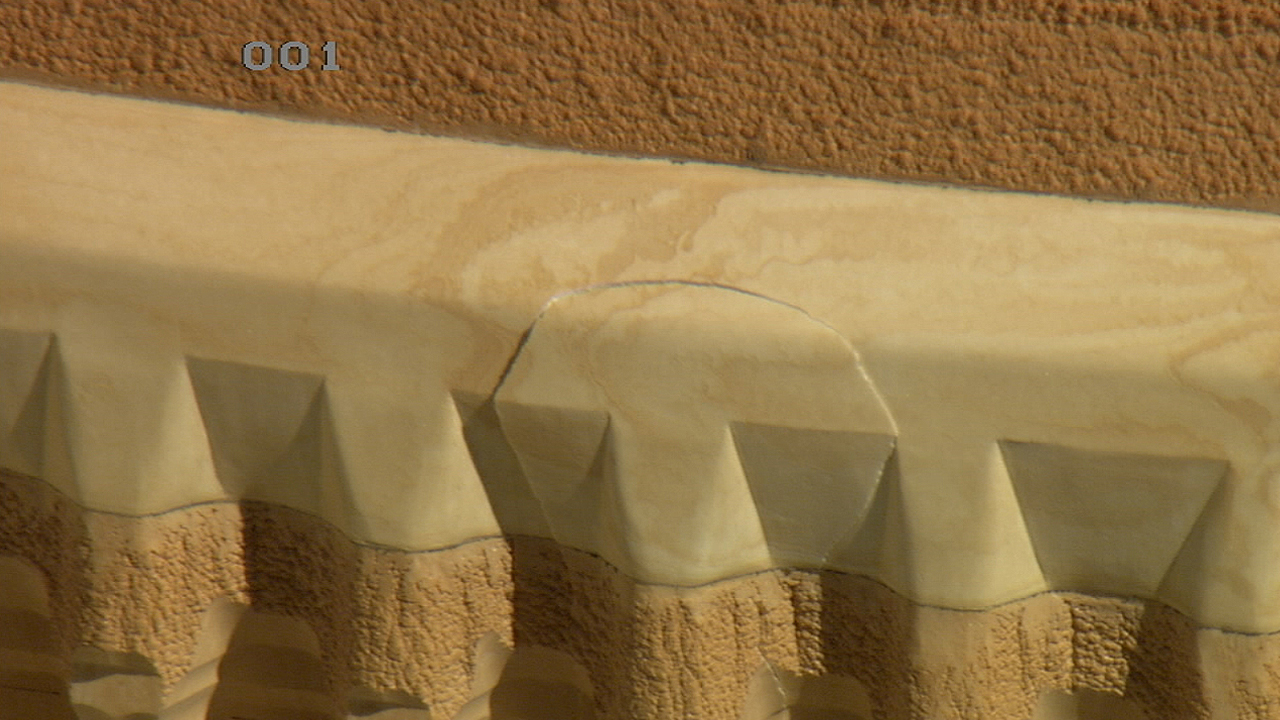
Трещина на теплоизолирующем покрытии внешнего топливного бака

В 16 часов 30 минут, после того, как внешний топливный бак был освобождён от остатков жидких кислорода и водорода, была обнаружена восьмидюймовая трещина на теплоизолирующем покрытии бака. Инженеры предполагают, что эта трещина возникла от большого перепада температуры: от температуры жидкого топлива до температуры окружающего воздуха. Это повреждение не удастся устранить до 7 ноября, когда закрывается текущее, благоприятное для запуска окно.
В 16 часов 40 минут объявлено, что старт «Дискавери» переносится в следующее благоприятное временное окно. Старт состоится не ранее 30 ноября в 9 часов 5 минут по Гринвичу.
Вечером, 5 ноября, астронавты экипажа «Дискавери» отправляются в Хьюстон, в центр подготовки.

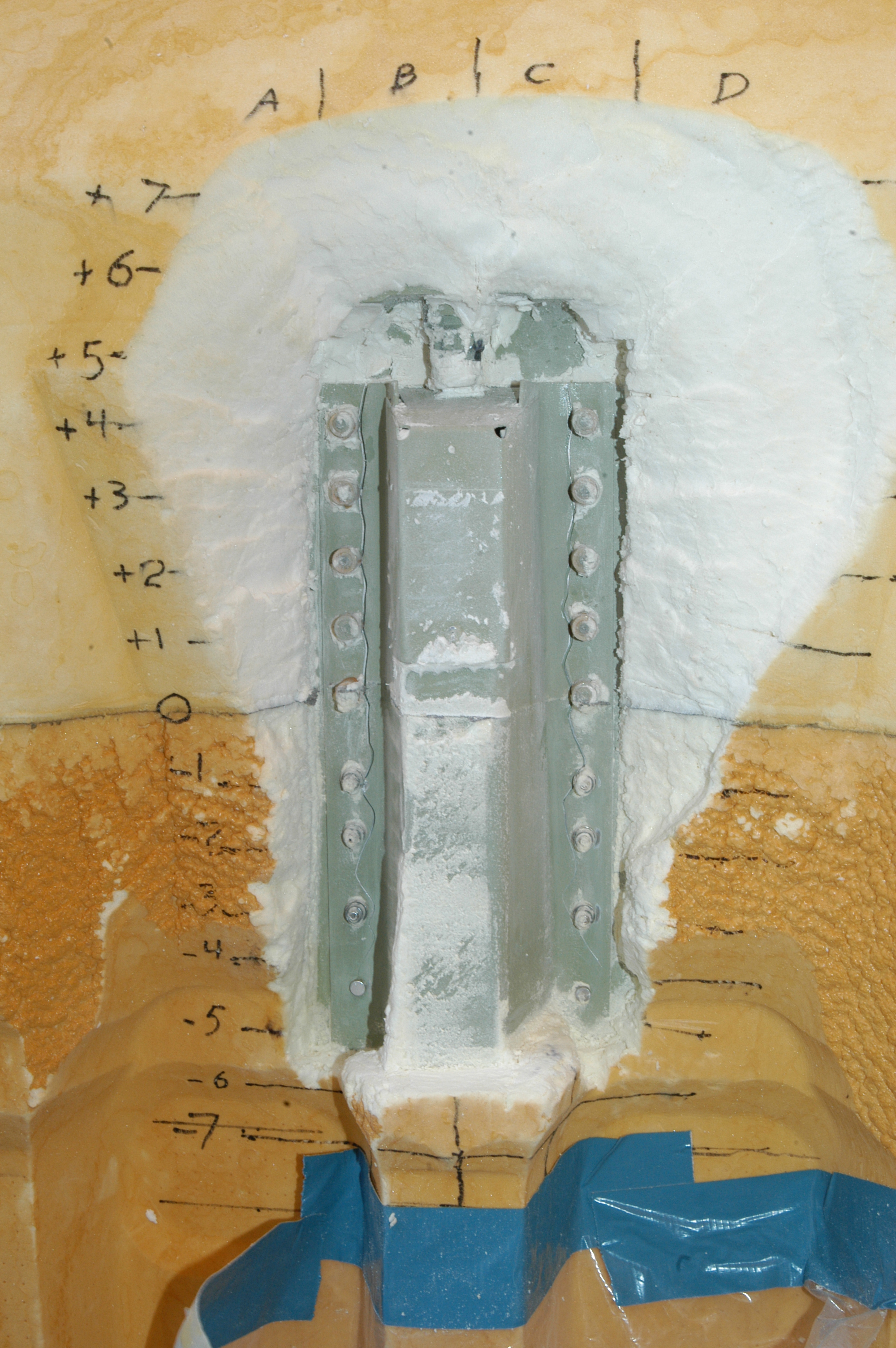
Трещина на ребре жёсткости

11 ноября. Специалисты НАСА продолжают ремонтные работы на внешнем топливном баке. Был разобран вентиль системы подачи жидкого водорода. Специалисты обнаружили неравномерно сдавленную прокладку, которая, вероятно, и стала причиной утечки жидкого водорода во время заправки 5 ноября. Исследования трещины на теплоизолирующем покрытии бака показали, что причиной её возникновения стали деформация и трещина на ребре жёсткости, находящегося под теплоизоляцией. Это обнаружилось после того, как была удалена повреждённая область теплоизоляции. Длина трещины — приблизительно 23 см (9 дюймов). Ранее специалисты НАСА уже сталкивались с такими повреждениями. Все повреждения могут быть устранены на стартовой площадке. Специалисты НАСА заверяют, что все повреждения будут устранены до конца текущей недели, и старт «Дискавери» 30 ноября вполне реален.
12 ноября. После удаления теплоизолирующего пенного покрытия внешнего топливного бака вокруг повреждённого ребра жёсткости были обнаружены трещины ещё на двух соседних рёбрах жёсткости. Длина трещин — приблизительно 8 см (3 дюйма). Подобные трещины обнаруживались и ранее, начиная с 1998 года, когда были повреждены рёбра жёсткости на ребристой части внешнего топливного бака, которая располагается между баками для жидких кислорода и водорода. С 1998 года рёбра жёсткости стали изготовлять из нового, более лёгкого, но и более хрупкого сплава алюминия и лития. С тех пор было обнаружено 29 трещин на рёбрах жёсткости восемнадцати внешних топливных баков, в том числе баков для полётов «Дискавери» STS-133 и «Атлантис» STS-135.
18 ноября объявлено, что старт «Дискавери» состоится не ранее 3 декабря. Перенос старта обусловлен тем, что специалистам НАСА необходимо дополнительное время для ремонта внешнего топливного бака, а также для проверки отремонтированной системы закачки жидкого водорода. Время старта третьего декабря — 7 часов 52 минуты по Гринвичу (2 часа 52 минуты по времени космодрома на мысе Канаверал). Предстартовый обратный отсчёт должен включиться 30 ноября в 6 часов по Гринвичу. Благоприятное окно для запуска шаттла простирается до 6 декабря. Если старт не состоится до 6 декабря, то он будет перенесён на февраль 2011 года. Состоится ли старт 3 декабря, руководство НАСА должно подтвердить 29 ноября. Если старт состоится 3 декабря, то стыковка с МКС должна будет состояться 5 декабря в 4 часа, расстыковка — 11 декабря в 23 часа, приземление — 14 декабря в 2 часа 55 минут. Благоприятное для запуска шаттла окно закрывается 7 декабря, так как крайняя дата отстыковки «Дискавери» от МКС — 15 декабря, когда должен стартовать российский корабль «Союз ТМА-20», и который должен пристыковаться к МКС 17 декабря. Следующее благоприятное для запуска шаттла окно откроется 27 февраля. На январь и февраль назначены запуски японского и европейского грузовых кораблей к МКС, время подлёта которых к станции составляет несколько недель. Чтобы избежать возможных коллизий, всё это время закрыто для старта шаттлов.

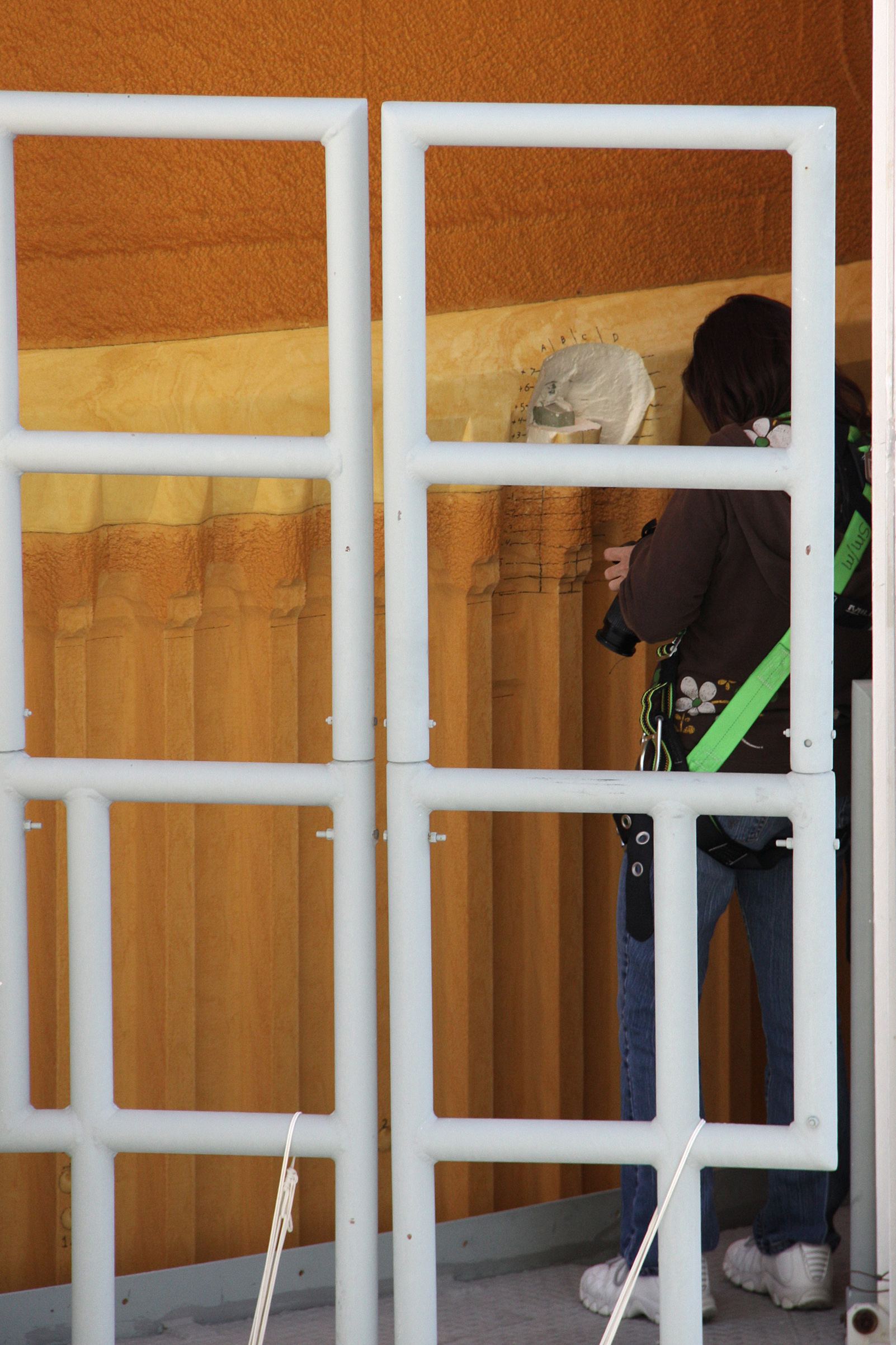
Ремонт внешнего топливного бака

23 ноября специалисты НАСА закончили ремонт внешнего топливного бака. Ребра жёсткости, на которых обнаружены трещины, были укреплены дополнительными металлическими полосками, и сверху была напылена новая теплоизолирующая пена.
24 ноября на совещании менеджеров НАСА, на котором обсуждалось готовность шаттла «Дискавери» к полёту, после завершения ремонта внешнего топливного бака и системы заправки принято решение о задержке старта по крайней мере до 17 декабря, а, возможно, и переносе старта на февраль 2011 года.
17 декабря — это дата стыковки российского корабля «Союз ТМА-20» с МКС. Время возможного старта 17 декабря — 20 часов 52 минуты по времени космодрома на мысе Канаверал. Это время соответствует 1 часу 52 минуты 18 декабря по Гринвичу. Одной из причин задержки старта является то, что причина появления трещин на поверхности внешнего топливного бака так и не найдена.

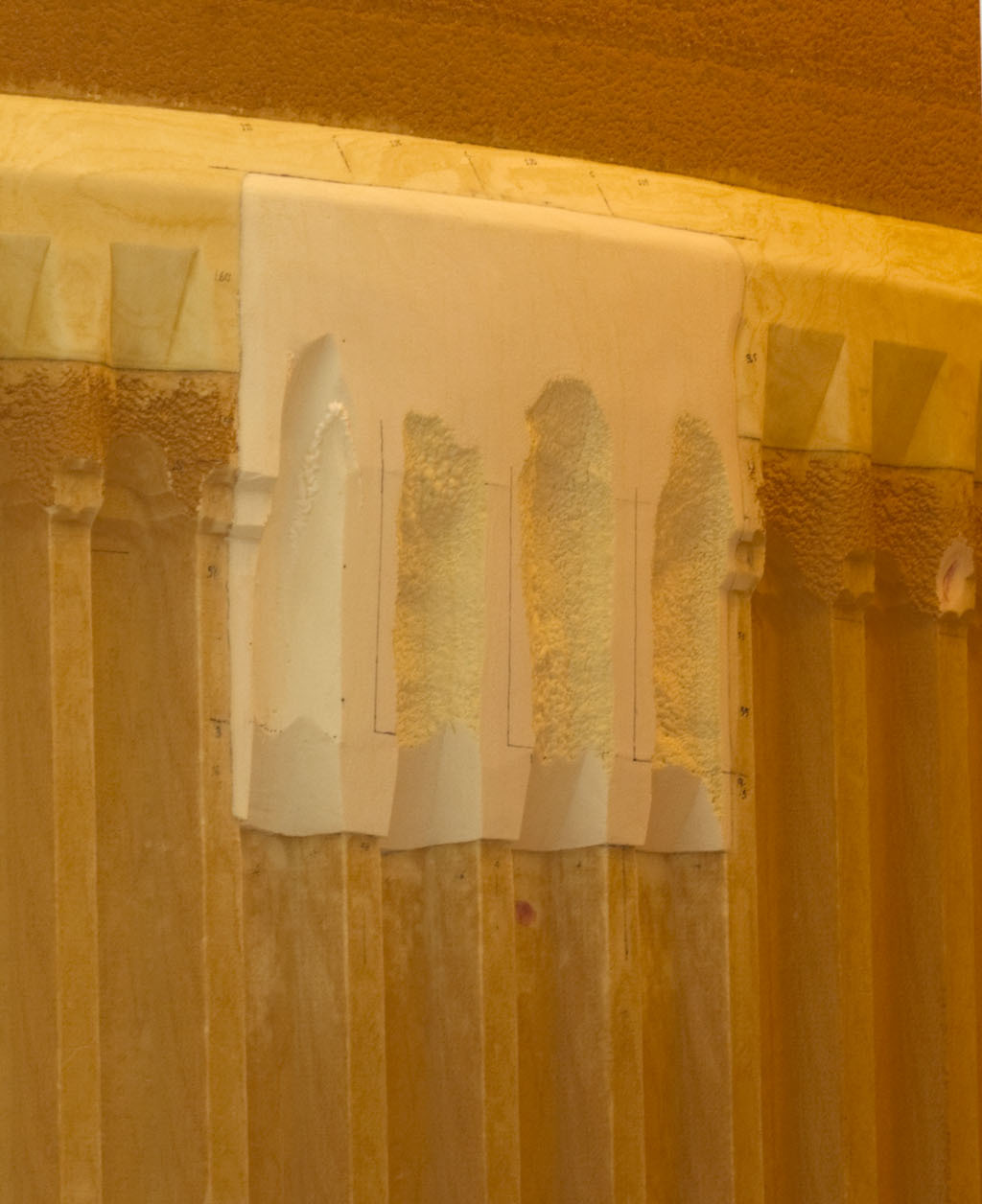
Обновлённая теплоизоляция на внешнем топливном баке

Предположительно, трещины появляются под воздействием экстремально низкой температуры, во время закачивания в топливный бак жидких кислорода и водорода. Если старт состоится 17 декабря, то стыковка с МКС должна будет состояться 19 декабря в 22 часа по Гринвичу, расстыковка — 26 декабря, приземление — 28 декабря в 20 часов 55 минут. В этом случае астронавты будут проводить рождественские праздники на орбите. Старт «Дискавери» может состояться до 20 декабря. Старт после 20 декабря означает, что «Дискавери» должен встречать новый год в космосе, чего ещё не случалось в истории полётов шаттлов. Причина в том, что в программном обеспечении компьютеров шаттлов не предусмотрена возможность смены года.
3 декабря старт «Дискавери» перенесён на следующий год и состоится не ранее 3 февраля 2011 года, время старта — 6 часов 34 минуты по Гринвичу. Благоприятное для запуска шаттла окно простирается с 3 по 10 февраля. Если старт состоится 3 февраля 2011 года, то стыковка с МКС должна будет состояться 5 февраля в 2 часа 41 минуту, расстыковка — 11 февраля в 21 час 35 минут, приземление — 14 февраля в 1 час 38 минут. Основание для переноса старта — неясность с причинами возникновения трещин на внешнем топливном баке. Инженерам НАСА необходимо больше времени для выяснения этих причин и проведения испытаний, чтобы быть уверенными в безопасности астронавтов шаттла. Предположительно: трещины на рёбрах жёсткости внешнего топливного бака могут, в свою очередь, вызвать образование трещин в термоизоляции и отрыв кусков теплоизолирующей пены, которые представляют опасность для теплозащиты крыла и днища шаттла.
Старт шаттла «Индевор» STS-134, который планировался на 27 февраля 2011 года, также переносится и должен состояться 1 апреля 2011 года в 7 часов 16 минут. Дата старта шаттла «Атлантис» STS-135 остаётся без изменения — 28 июня 2011 года.
13 декабря из-за холодной погоды на мысе Канаверал (около 0 °C) пробная заправка внешнего топливного бака перенесена со среды 15 декабря на пятницу 17 декабря. Пробная заправка будет полностью аналогична реальной предстартовой заправке. В ходе испытаний во внешний топливный бак будут залиты 1,9 млн л (0,5 млн галлонов) жидких кислорода (температура −183 °C) и водорода (температура −253 °C). В районе ребристой поверхности внешнего топливного бака установлены 39 тензодатчиков и 50 датчиков температуры. С помощью стереокамер, которые направлены на тысячи точек, нарисованных на поверхности бака, будет измеряться деформация конструкций бака под действием сверхнизкой температуры. Проанализировав информацию, полученную во время пробной заправки, специалисты НАСА должны получить полную картину появления трещин на ребристой поверхности корпуса топливного бака. В ходе испытаний будет проверена надёжность дополнительных металлических профилей, которые были наложены на ребра жёсткости с трещинами. В ходе пробной заправки также будет проверена отремонтированная система заправки, в которой была обнаружена утечка во время попытки старта 5 ноября.
Менеджеры НАСА приняли решение, что после пробной заправки (21 или 22 декабря) шаттл «Дискавери» в связке с внешним топливным баком и твердотопливными ускорителями будет перевезён со стартовой площадки обратно в здание вертикальной сборки. В здании вертикальной сборки будут проведены дополнительные проверки и, если потребуется, ремонтные работы. В середине января 2011 года (предположительно 14 января) комплекс спейс шаттл будет вновь перевезён на стартовую площадку 39А, где продолжится подготовка к назначенному на 3 февраля 2011 года старту.
17 декабря проведена пробная заправка внешнего топливного бака. Заправка продолжалась почти три часа, с 7 часов до 10 часов местного времени. В бак было залито 1,9 млн л жидких кислорода и водорода. Заправка прошла успешно, не было зафиксировано никаких утечек. С 14 часов 45 минут до 17 часов жидкие кислород и водород были слиты из внешнего топливного бака.
21 декабря перевозка «Дискавери» в здание вертикальной сборки назначена на 22 декабря в 3 часа по Гринвичу (21 декабря в 22 часа по времени космодрома).
22 декабря шаттл «Дикавери» перевезен со стартовой площадки в здание вертикальной сборки. Перевозка началась в 3 часа 48 минут по Гринвичу (21 декабря в 22 часа 48 минут по времени космодрома) и закончилась в 12 часов. «Дискавери» ровно три месяца провёл на стартовой площадке 39А, куда он был вывезен для подготовки к планировавшемуся 1 ноября старту. В здании вертикальной сборки с помощью рентгеновской диагностической аппаратуры будут проведены дополнительные обследования конструкции внешнего топливного бака. Это был двадцатый случай (в том числе шестой для шаттла «Дискавери»), когда шаттл возвращается со стартовой площадки в здании вертикальной сборки.
30 декабря в результате обследования с помощью рентгеновской диагностической аппаратуры и рентгеновского сканера обратного рассеяния были обнаружены ещё четыре небольшие трещины на трёх рёбрах жёсткости, расположенных на противоположной от шаттла стороне внешнего топливного бака. Инженеры НАСА считают, что на ремонт повреждённых рёбер потребуется 2—3 дня и что это не должно привести к задержке старта, назначенного на 3 февраля.

### 2011 год

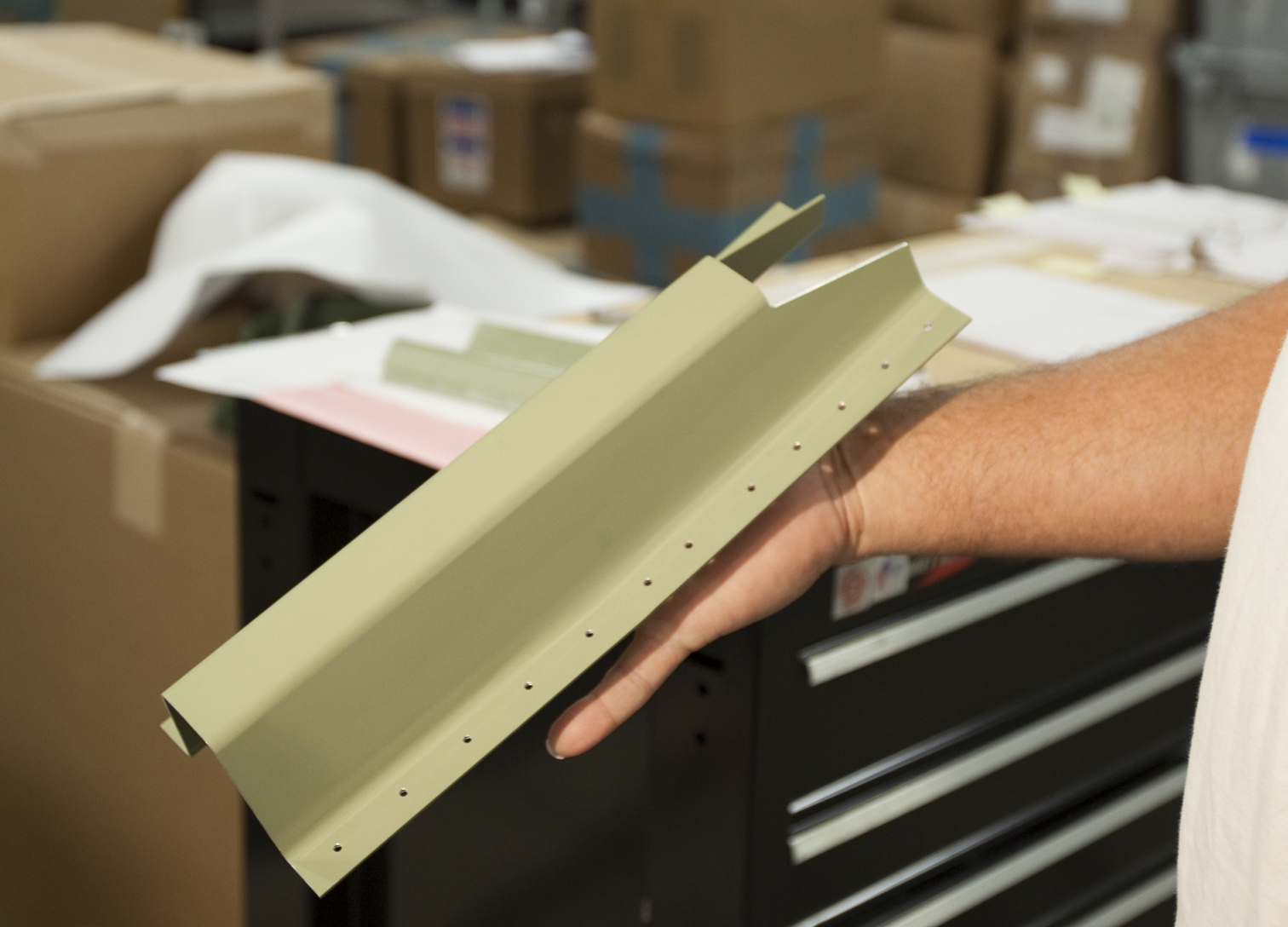
STS-133 stringer doubler — Металлический профиль для усиления рёбер жесткости

3 января. Продолжается ремонт рёбер жёсткости, на которых обнаружены трещины. Эти рёбра усиливаются металлическими полосками, имеющими профиль, совпадающий с профилем рёбер. Такие профильные полоски накладываются и закрепляются сверху на рёбрах. Инженеры НАСА решили с помощью таких профильных полосок укрепить дополнительно ещё 34 ребра жёсткости. В общей сложности профильными полосками будут усилены 39 рёбер жёсткости. Всего на внешнем топливном баке 108 рёбер, которые несут основную нагрузку во время старта, так как они находятся на оболочке топливного бака между верхним баком с жидким кислородом и нижним баком с жидким водородом. Без наложенных профильных полосок остаются 69 рёбер жёсткости. Обсуждается вариант усиления частей поверхности внешнего топливного бака, к которым крепятся твердотопливные ускорители, с помощью дополнительных металлических скобок, установленных сверху на рёбрах жёсткости. На выполнение такой работы потребуется около недели. Если в четверг (6 января) решение о таком дополнительном ремонте будет принято, то это почти наверняка приведёт к сдвигу старта «Дискавери», по крайней мере, до 27 февраля.
6 января руководители программы «Спейс шаттл» приняли решение о переносе старта «Дискавери» на конец февраля. Перенос старта вызван тем, что для завершения ремонтных работ на внешнем топливном баке специалистам НАСА необходимо дополнительное время. Специалисты НАСА всё ещё не могут однозначно назвать причину возникновения трещин на внешнем топливном баке. Следующее благоприятное для запуска окно открывается 27 февраля. Эта дата связана с запуском второго европейского грузового корабля «Иоганн Кеплер», старт которого запланирован на 15 февраля, и стыковка с МКС — на 26 февраля. Рассматривается вариант сокращения промежутка времени между стартом и стыковкой европейского грузовика. Это позволило бы запустить «Дискавери» раньше, чем 27 февраля (предположительно 24 февраля). Дата старта будет названа в следующий четверг, 13 января, на заседании в космическом центре имени Джонсона в Хьюстоне. Перенос старта «Дискавери» STS-133 влечёт за собой также перенос старта шаттла «Индевор» STS-134 с 1 апреля на конец апреля (ориентировочно на 28 апреля).
10 января специалисты НАСА приняли решение укрепить также оставшиеся ещё не укреплённые 69 рёбер жёсткости на оболочке внешнего топливного бака. Для усиления рёбер жёсткости на них будут установлены металлические профили.
11 января. Руководство НАСА договорилось с ЕКА и Роскосмосом о переносе даты стыковки европейского грузовика «Иоганн Кеплер» с 26 на 23 февраля. Это позволяет запустить шаттл «Дискавери» 24 февраля, время старта 21 час 50 минут 13 секунд по Гринвичу (16:50:13 по времени космодрома на мысе Канаверал). Дата и время приземления — 7 марта 16 часов 54 минуты.
Специалисты НАСА установили, что несколько рёбер жёсткости внешнего топливного бака, в том числе и рёбра, на которых были обнаружены трещины, были изготовлены из некачественного алюминий-литиевого сплава. На рёбрах, изготовленных из некачественного сплава, видны серые пятна, которые указывают на структурную неоднородность материала. Эта структурная неоднородность возникла в результате нарушения технологии при изготовлении сплава и стала причиной снижения сопротивляемости к разрушению до 65 % от нормального значения. Планируется закончить к 23 января ремонт внешнего топливного бака. После этого «Дискавери» будет вновь вывезен на стартовую площадку.
13 января менеджеры НАСА назначили дату и время старта «Дискавери» — 24 февраля в 21 час 50 минут 13 секунд (16:50:13 по времени космодрома), стыковка с МКС — 26 февраля в 18 часов, возвращение на землю — 7 марта в 16 часов 54 минут. Два выхода в открытый космос планируются на 28 февраля и 2 марта.
15 января астронавт Тим Копра был травмирован во время езды на велосипеде. Подробности о травме не сообщаются, ссылаясь на запрет разглашения персональных сведений о здоровье. Тим Копра — основной астронавт для выходов в открытый космос во время полёта «Дискавери» STS-133. На данный момент экипажи шатлов готовятся без дублёров. Если травма Копра не позволит ему полноценно участвовать в полёте, то придётся готовить замену, что определённо приведёт к задержке старта «Дискавери».

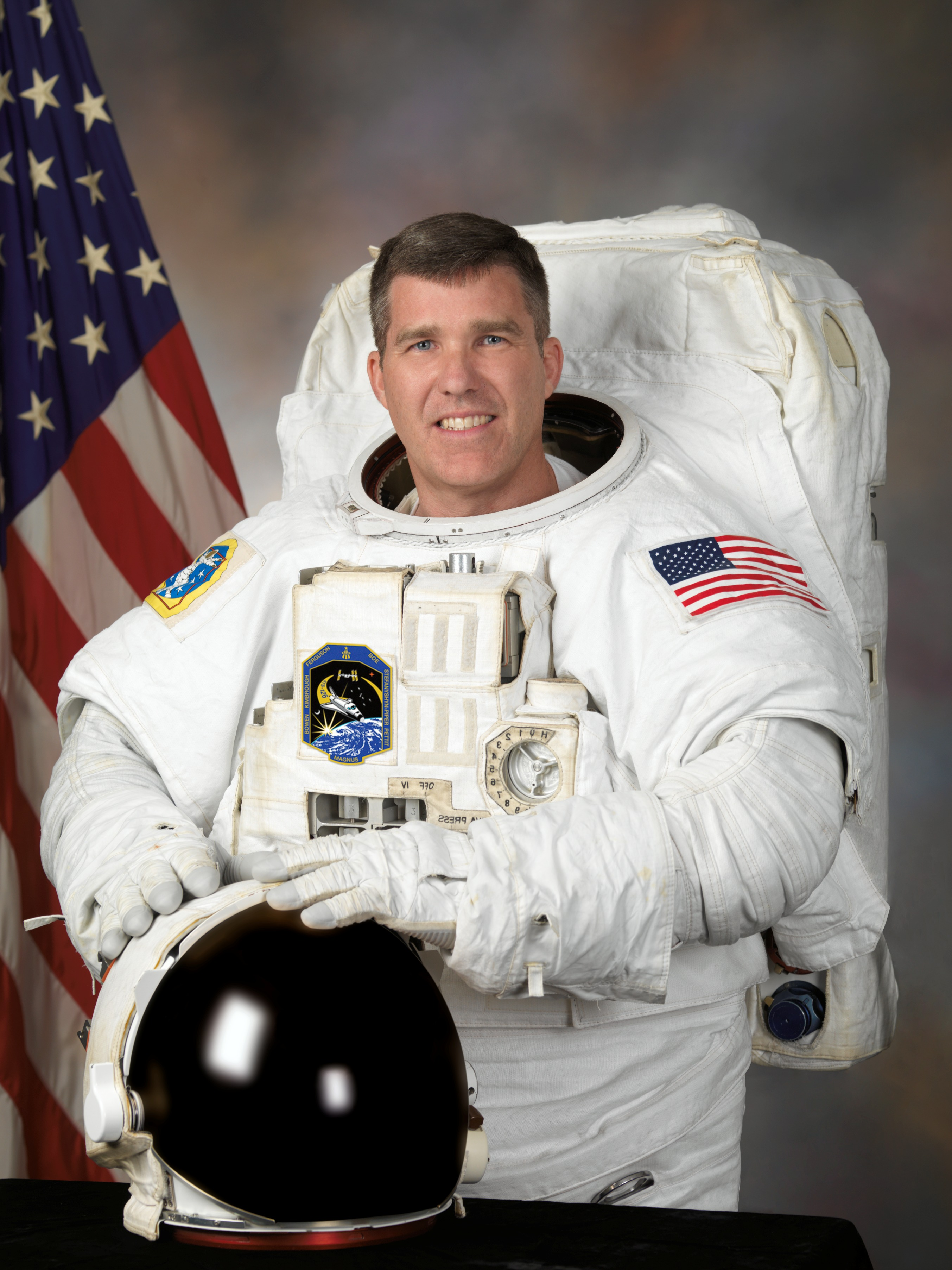
Стивен Боуэн

19 января. Травмированного астронавта Тимоти Копра (по неофициальным данным у Копра перелом бедра) в экипаже «Дискавери» заменяет Стивен Боуэн. Боуэн совершил два космических полёта: в ноябре 2008 года в экипаже «Индевор» STS-126 и в мае 2010 года в экипаже «Атлантис» STS-132. В общей сложности Стивен Боуэн совершил пять выходов в открытый космос, три в ноябре 2008 года и два — в мае 2010 года. Предстоящий полёт будет третьим в карьере Боуэна.
28 января. Ремонт внешнего топливного бака закончен. На вечер понедельника (20 часов 31 января местного времени, 1 час ночи 1 февраля по Гринвичу) назначено возвращение «Дискавери» на стартовую площадку для подготовки к старту 24 февраля.
В ночь с 31 января на 1 февраля шаттл «Дискавери» вернулся на стартовую площадку. Вывоз «Дискавери» из здания вертикальной сборки начался 1 февраля в 0 часов 58 минут по Гринвичу (31 января в 19 часов 58 минут по времени космодрома на мысе Канаверал). 1 февраля в 7 часов 55 минуты «Дискавери» вновь установлен на стартовой площадке. Предстартовый обратный отсчёт должен начаться 21 февраля в 20 часов, старт — 24 февраля в 21 час 50 минут 19 секунд.
18 февраля официально объявлено, что миссия «Дискавери» STS-133 стартует 24 февраля в 21 час 50 минут по Гринвичу (16 часов 50 минут по времени восточного побережья США). Стыковка с МКС планируется 26 февраля в 19 часов 16 минут, расстыковка — 5 марта в 12 часов 44 минуты, приземление — 7 марта в 17 часов 44 минуты. НАСА продолжает переговоры с Роскосмосом о возможном облёте и фотографировании комплекса МКС и пристыкованными к ней шаттлом «Дискавери», российскими кораблями «Союз» и «Прогресс», а также европейским и японским грузовиками. Обсуждается вариант облёта комплекса кораблём «Союз ТМА-01М». Облёт на корабле «Союз» должны совершить российские космонавты Александр Калери и Олег Скрипочка и американский астронавт, командир находящегося в настоящее время на станции двадцать шестого экипажа МКС Скотт Келли. Решение об осуществлении такого облёта будет принято уже после пристыковки «Дискавери» к МКС. Если решение об облёте будет принято, то он должен состояться 5 марта, в этом случае «Дискавери» останется в пристыкованным к МКС на сутки дольше, соответственно возвращение на землю будет перенесено на 8 марта в 16 часов 35 минут.
20 февраля экипаж «Дискавери» прибыл из Хьюстона в космический центр имени Кеннеди для непосредственной подготовки к старту, назначенному на 24 февраля. 21 февраля в 20 часов по Гринвичу начнётся предстартовый обратный отсчёт.
21 февраля в 20 часов по Гринвичу начался обратный предстартовый отсчёт. Вероятность благоприятной для старта погоды в четверг (24 февраля) составляет 80 %, в пятницу (25 февраля) и субботу (26 февраля) — 70 % и 60 %, соответственно. Окно для запуска «Дискавери» остаётся открытым до 6 марта. Ограничение связано с необходимостью избежать возможной коллизии с транспортным кораблём «Союз ТМА-21», старт которого назначен на 29 марта.

## Описание полёта

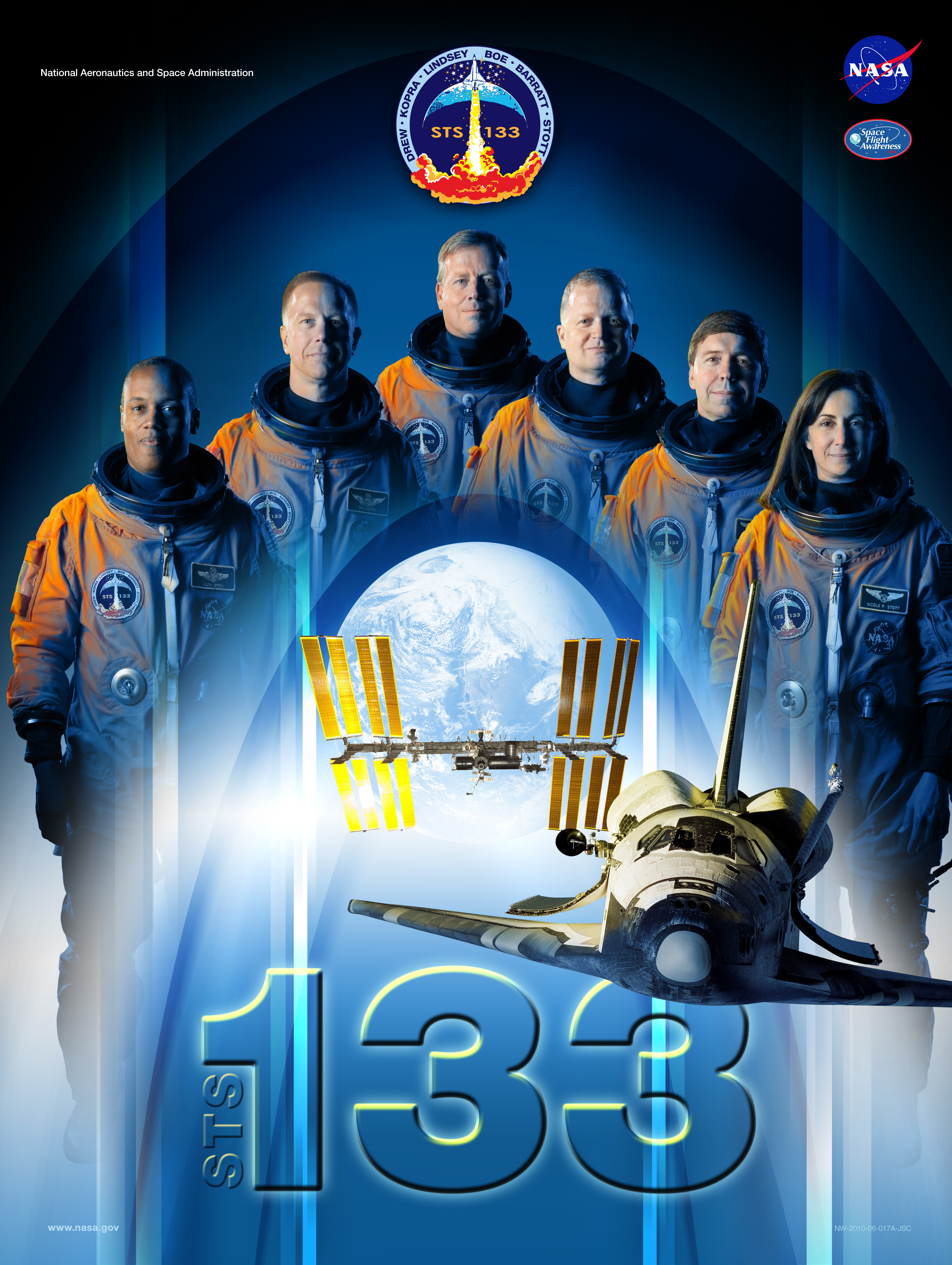
Плакат миссии

### Старт и первый день полёта
21:53 24 февраля — 03:50 25 февраля
24 февраля в 12 часов 25 минут началась закачка жидких кислорода и водорода во внешний топливный бак. Закачка полумиллиона галлонов топлива продолжается около трёх часов. Внешний топливный бак состоит из двух частей: верхнюю треть занимает бак для жидкого кислорода, нижние две трети занимает бак для жидкого водорода. Объём кислородного бака — 540 000 литров, а водородного — 1 457 000 литров. Температура жидкого кислорода — −148 °C, жидкого водорода — −217 °C. В 15 часов 19 минут закачка топлива во внешний топливный бак была закончена.
В 15 часов 59 минут поступило сообщение, что европейский грузовой корабль «Иоганн Кеплер» успешно пристыковался к МКС. Это означает, что путь к МКС для «Дискавери» — свободен.
После закачки топлива во внешний топливный бак с помощью инфракрасных сканеров были обследована внешняя поверхность бака на предмет обнаружения льда и возможных утечек.
Погода на мысе Канаверал остаётся благоприятной для старта «Дискавери». Благоприятная погода также и в районах возможной аварийной посадки шаттла: в Сарагосе и на военно-воздушной базе Морон (Испания).

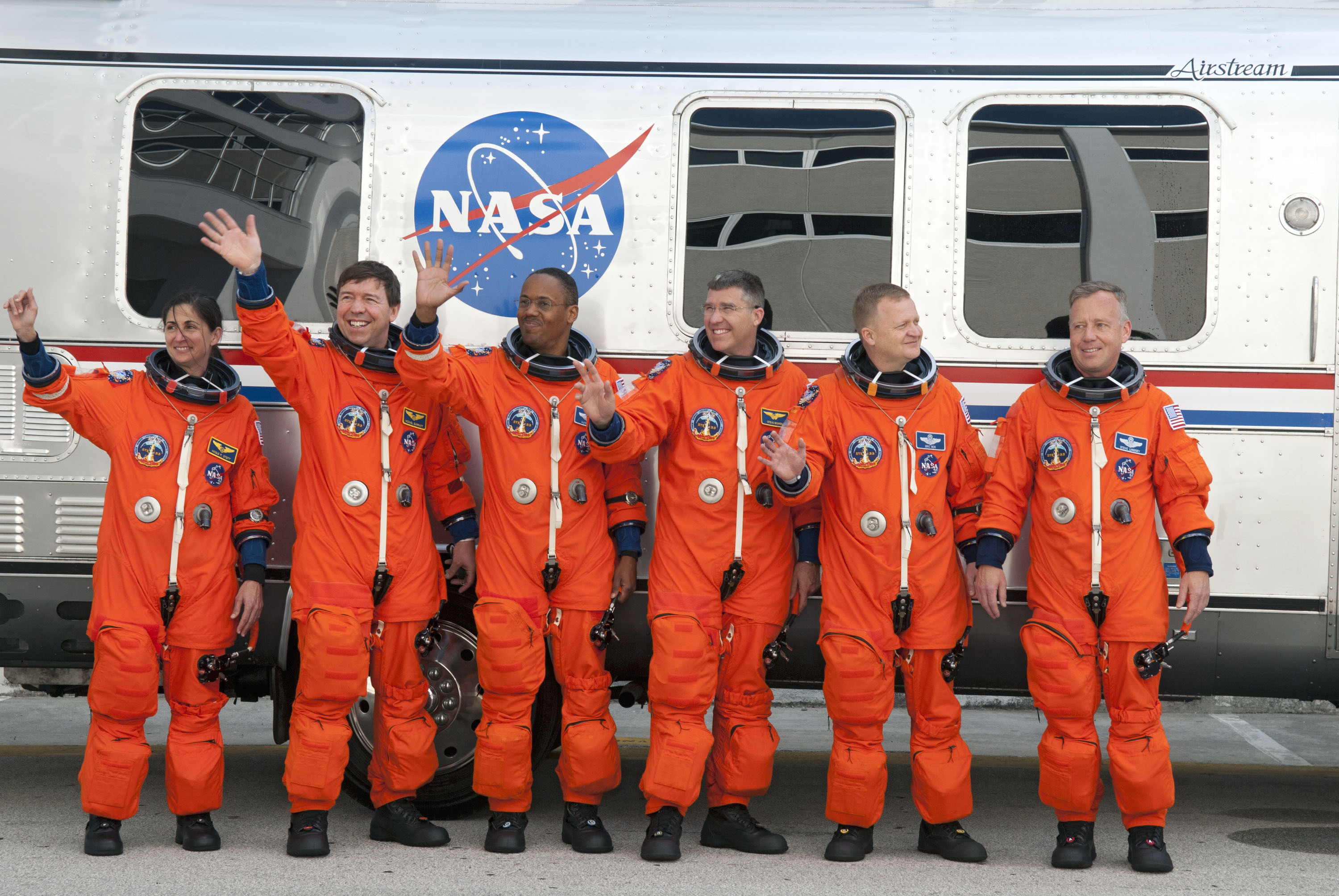
Экипаж «Дискавери» перед посадкой в автобус

В 18 часов астронавты экипажа «Дискавери», одетые в скафандры, начали посадку в специальный автобус, в котором они отправляются к старту. В 18 часов 16 минут автобус подъехал к стартовой площадке, астронавты на лифте поднялись к люку для посадки в шаттл. Первым в кабину «Дискавери» вошёл командир Стивен Линдси, за ним последовали Майкл Барратт, Эрик Боу, Стивен Боуэн, Николь Стотт и Элвин Дрю. В 19 часов 25 минут все астронавты были на своих местах. В 20 часов люк «Дискавери» закрыт.
На основании последних данных о параметрах орбиты МКС рассчитано временное окно для старта: 21:47:25—21:53:27. Официальное время старта — 21 час 50 минут 27 секунд.
В 21 час 10 минут обслуживающий персонал покинул стартовую площадку.
В 21 час 27 минут произошёл сбой в компьютере центра управления запусками ВВС. Руководитель старта Майк Лайнбах (Mike Leinbach) решает продолжить предстартовый отсчёт до отметки пять минут до старта, в надежде, что за это время сбой в компьютере будет устранён. Согласно правилам НАСА, за пять минут до старта все системы должны быть готовы, иначе старт отменяется. В 21 час 45 минут, за пять минут до планировавшегося старта, сбой в компьютере всё ещё не устранён. В 21 час 47 минут сбой в компьютере был устранён, и в 21 час 53 минуты 24 секунды, с задержкой на три минуты от запланированного времени и за три минуты перед закрытием благоприятного для запуска окна, «Дискавери» стартовал в свой последний космический полёт.
Через 2 минуты 10 секунд после старта отстрелены отработавшие твердотопливные ускорители. Через 2 минуты 34 секунды после старта «Дискавери» находился на высоте 59 км (37 миль), на расстоянии 85 км (53 мили) от стартовой площадки и удалялся со скоростью 5130 км/ч (3189 миль/час). Через 4 минуты после старта «Дискавери» прошёл точку невозврата для случая аварийной посадки на мысе Канаверал. Через 4 минуты 20 секунд после старта «Дискавери» находился на высоте 100 км (62 миль), на расстоянии 270 км (170 миль) от стартовой площадки и удалялся со скоростью 8000 км/ч (5000 миль/час). Через 6 минут 35 секунд после старта «Дискавери» находился на высоте 108 км (67 миль), на расстоянии 720 км (447 миль) от стартовой площадки и удалялся со скоростью 15 800 км/ч (9800 миль/час).

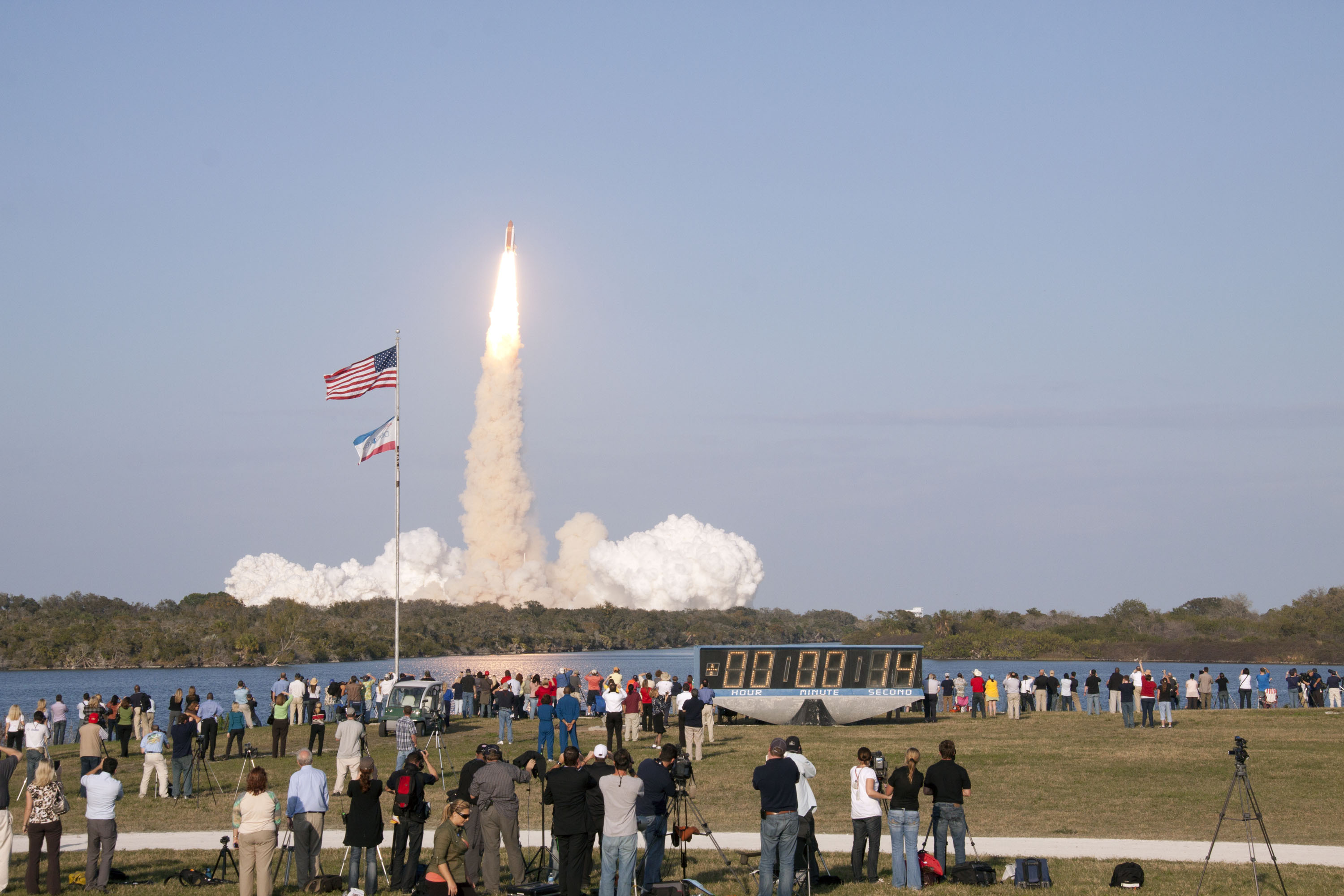
Старт «Дискавери»

В 22 часа 2 минуты выключены двигатели шаттла и отстрелен внешний топливный бак. «Дискавери» вышел на орбиту с апогеем 219 км (136 миль) и перигеем 58 км (36 миль), наклонение орбиты — 51,6°. После коррекции, которая была проведена через полчаса после старта, параметры орбиты составили: апогей — 227 км (141 миля), перигей — 158 км (98 миль).
В 23 часа 26 минут открыт грузовой отсек шаттла. В 23 часа 50 минут раскрыта антенна Ku-диапазона. В 1 час 55 минут астронавты начали тестировать робот-манипулятор.
Во время старта были зафиксированы несколько кусков смерзшейся изоляции, которые оторвались от внешнего топливного бака и ударились о теплозащитное покрытие шаттла. Степень возможных повреждений теплозащиты будет оценена позже. Но, по предварительным данным, теплозащита шаттла не получила серьёзных повреждений.

### Второй день полёта
11:53 25 февраля — 03:53 26 февраля
Обследование теплозащитного покрытия шаттла с помощью лазерного сканера и высокоразрешающей камеры, установленных на удлинителе робота-манипулятора.

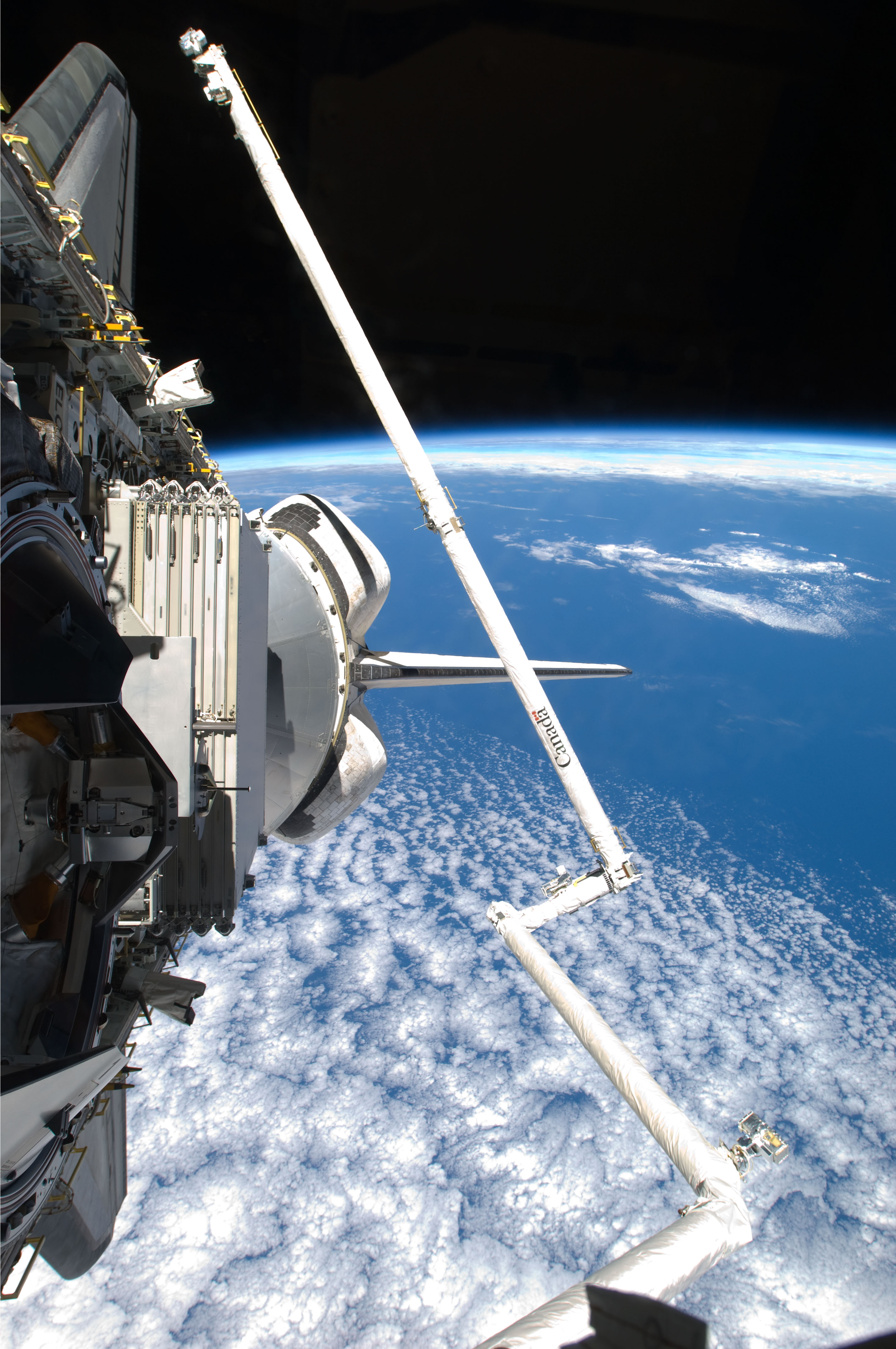
Обследование теплозащитного покрытия

В 15 часов 20 минут удлинитель с укреплёнными на нём лазерным сканером и высокоразрешающей камерой был подсоединён к манипулятору шаттла.
В 16 часов 45 минут астронавты начали обследование правого крыла шаттла. В 18 часов 40 минут обследование теплозащитного покрытия было продолжено на носу шаттла, а с 20 часов 30 минут — на левом крыле.
В 21 час 40 минут «Дискавери» был на расстоянии 10 600 км (6600 миль) от МКС.
В 22 часа 10 минут обследование теплозащитного покрытия было закончено. Снимки, полученные во время обследования, были переданы в центр управления полётом для оценки состояния покрытия специалистами НАСА. В 22 часа 35 минут удлинитель робота-манипулятора был возвращен на своё место в грузовом отсеке шаттла.
Стивен Боуен, Алвин Дрю и Николь Стотт перепроверяли скафандры и оборудование для выхода в открытый космос и готовили скафандры для переноски в МКС.
В 23 часа 35 минут астронавты развернули стыковочный узел шаттла.
В течение дня были проведены две корректировки орбиты «Дискавери».

### Третий день полёта
11:53 26 февраля — 03:53 27 февраля
День стыковки с Международной космический станцией.
«Дискавери» приблизился к МКС. В 14 часов 17 минут была проведена очередная корректировка орбиты шаттла. В 14 часов 42 минуты «Дискавери» находился на расстоянии 100 км, в 15 часов 54 минуты - на расстоянии 35 км, в 16 часов 14 минут - на расстоянии 18 км (60000 футов) от станции.
Заключительная фаза сближения началась в 16 часов 33 минуты, когда была проведена последняя корректировка орбиты шаттла. В это время «Дискавери» находился на расстоянии 14 км (9 миль) от станции.
В 17 часов 14 минут «Дискавери» был на расстоянии 11 км (35 500 футов) от станции, скорость сближения — 7 м/с (20 футов/сек). В 17 часов 18 минут между экипажами «Дискавери» и МКС установлена голосовая связь. В 17 часов 40 минут «Дискавери» находился на расстоянии 2,4 км (8000 футов) от станции, скорость сближения — 3,4 м/с (11 футов/сек). В 18 часов «Дискавери» находился на расстоянии 366 м (1200 футов) от станции, скорость сближения — 0,5 м/с (1,6 футов/сек).

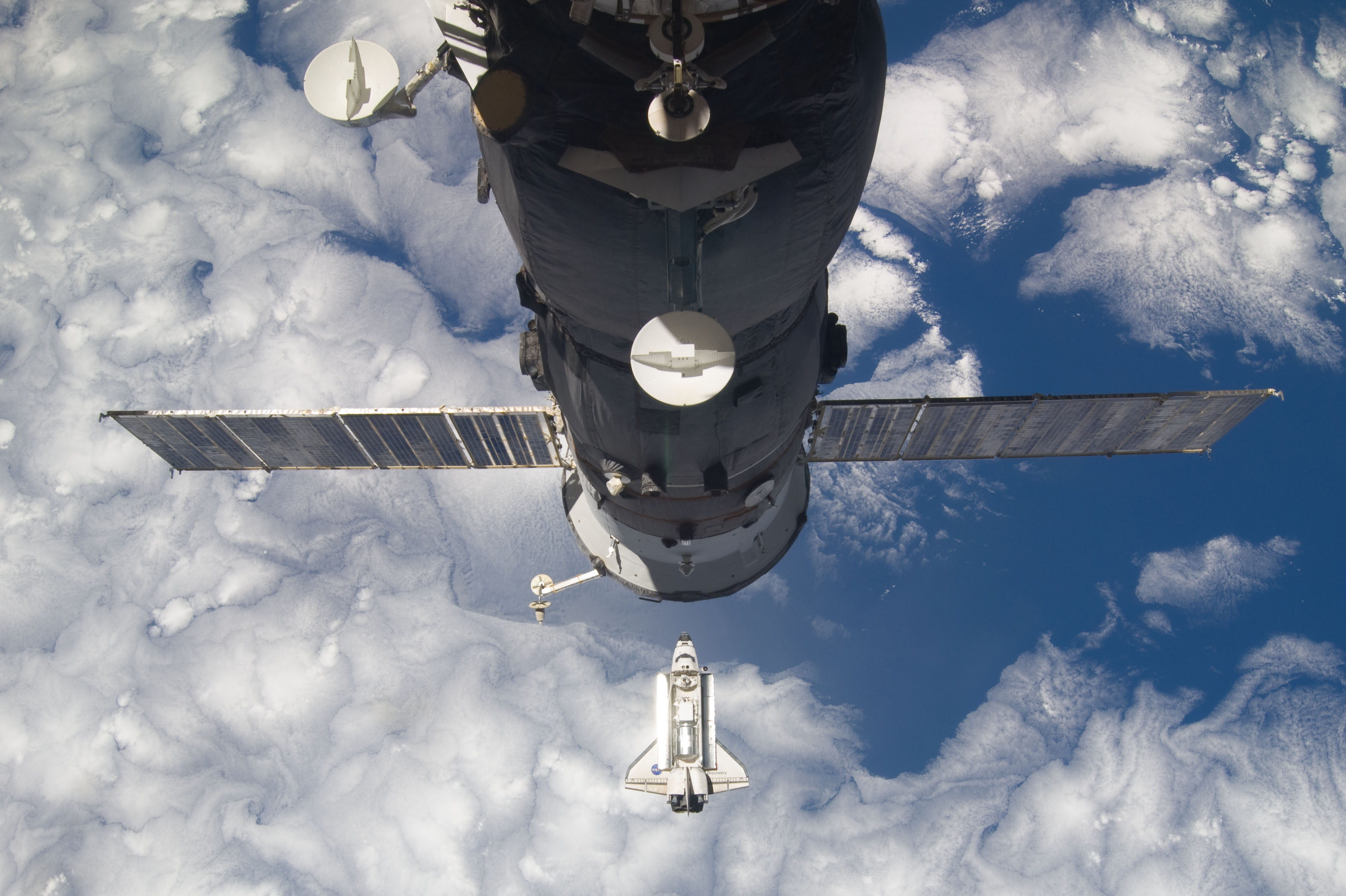
«Дискавери» приближается к МКС

В 18 часов 12 минут «Дискавери» находился под станцией на расстоянии 198 м (650 футов) от неё. В это время «Дискавери» и МКС находились над западным побережьем Перу. В 18 часов 15 минут под управлением командира корабля Стивена Линдси, который третий раз приводит шаттл к МКС, «Дискавери» начал стандартный переворот перед иллюминаторами модуля «Звезда». Во время переворота астронавты МКС Кэтрин Коулман и Паоло Несполи вели съёмку теплозащитного покрытия шаттла.
Переворот был закончен в 18 часов 24 минуты. В 18 часов 31 минуты «Дискавери» находится перед станцией: нос направлен в космос, корма — на Землю, раскрытый грузовой отсек, в котором расположен стыковочный узел, — на МКС. В 18 часов 34 минуты расстояние между шаттлом и станцией составляет 140 м (470 футов). В 18 часов 54 минуты расстояние между шаттлом и станцией составляет 52 м (170 футов), скорость сближения — 0,06 м/с (0,2 фут/сек). В 19 часов 2 минуты расстояние между шаттлом и станцией составляло 28 м (91 фут), скорость сближения — 0,05 м/с (0,15 фут/сек), шаттл и МКС пролетали над Индийским океаном. В 19 часов 12 минут расстояние между шаттлом и станцией составляло 3 м (10 футов).

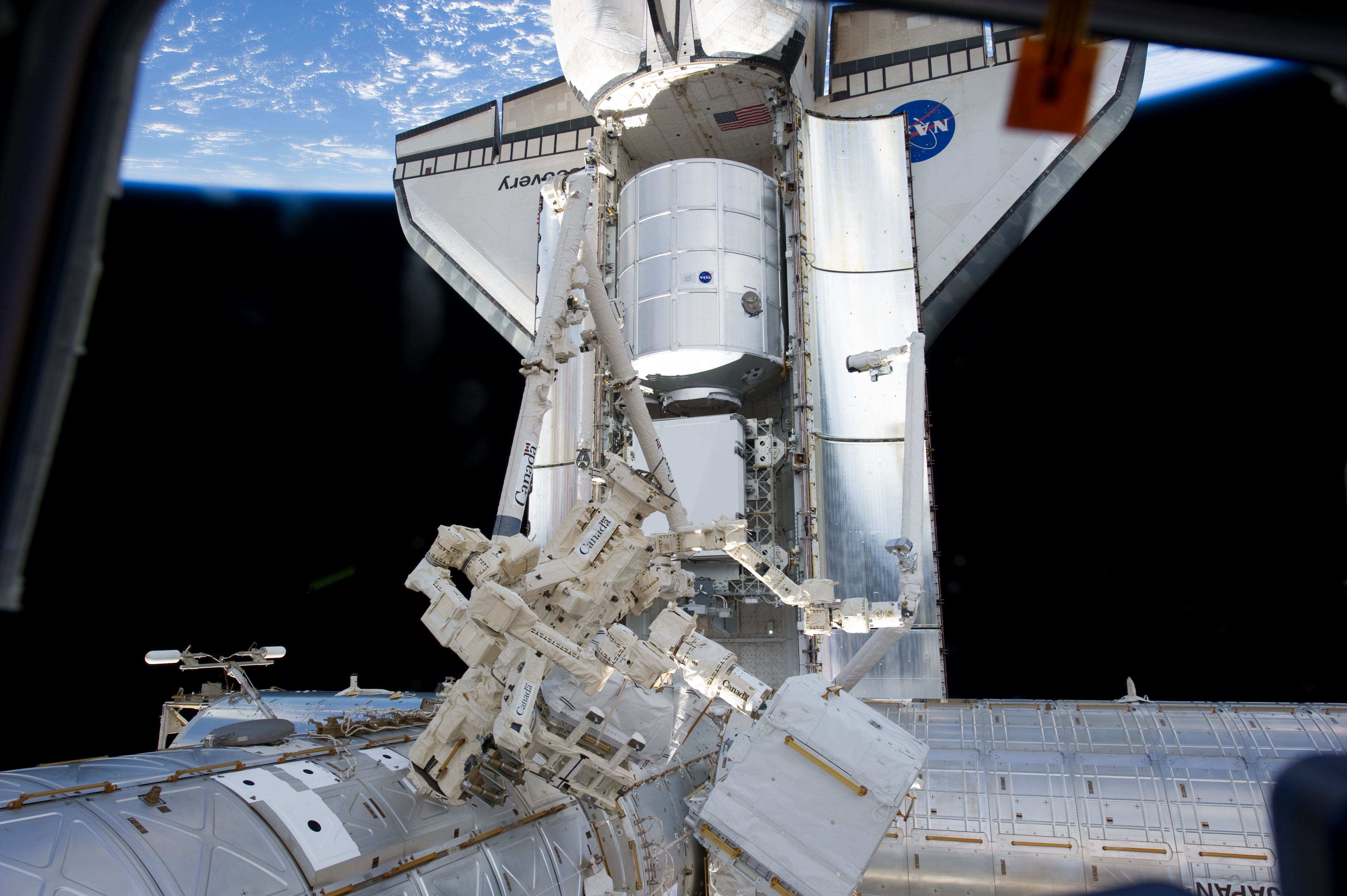
«Дискавери» пристыковался к МКС

В 19 часов 14 минут «Дискавери» пристыковался к МКС. Стыковка произошла над западной Австралией.
Впервые к станции были пристыкованы все типы кораблей, которые способны летать к МКС: «Дискавери» (США), два «Союза» и «Прогресс» (Россия), «Иоганн Кеплер» (ЕС) и HTV (Япония). Общий вес комплекса МКС вместе с пристыкованными кораблями составил 544 тонны (1,2 млн фунтов).
В 20 часов 40 минут комплекс шаттл + МКС был развёрнут на 180° так, что шаттл находится сзади по направлению движения по орбите.
В 21 час 16 минут был открыт люк между «Дискавери» и МКС. На орбите встретились экипаж шаттла и 26-й долговременный экипаж МКС: Скотт Келли (командир), Александр Калери, Олег Скрипочка, Дмитрий Кондратьев, Кэтрин Коулман и Паоло Несполи.
После короткой церемонии встречи астронавты продолжили работу по плану.
Стивен Боуэн и Алвин Дрю переносили в модуль «Квест» предназначенные для выхода в открытый космос скафандры и инструменты.
В 23 часа 10 минут Майкл Барратт и Николь Стотт с помощью манипулятора станции захватили экспериментально-транспортную платформу, которая находилась в грузовом отсеке шаттла, и подняли её. Затем (в 0 часов 8 минут 27 февраля) транспортная платформа была перехвачена манипулятором шаттла, которым управляли Эрик Боу и Алвин Дрю. Манипулятор станции передвинулся вдоль ферменной конструкции и вновь (в 2 часа 5 минут) перехватил транспортную платформу, которая затем (в 3 часа 17 минут) была установлена на предназначенное место на сегменте S3 правой ветви ферменной конструкции станции.
Анализ изображений теплозащитного покрытия «Дискавери» показал, что покрытие не имеет каких-либо значительных повреждений, поэтому нет необходимости проводить дополнительные целенаправленные съёмки.

### Четвёртый день полёта
11:53 27 февраля — 03:23 28 февраля
Астронавты переносили оборудование из «Дискавери» в станцию.
В 20 часов астронавты участвовали в пресс-конференции с корреспондентами радио и телевизионных станций Weather Channel, WBZ радио Бостона, WSB TV Атланта и WTVT TV Тампа Бей.
С помощью манипулятора станции из грузового отсека шаттла был поднят удлинитель манипулятора, чтобы освободить путь для выгрузки транспортного модуля «Леонардо».
Стивен Боуэн и Алвин Дрю готовились к предстоящему на следующий день выходу в открытый космос.

### Пятый день полёта
11:23 28 февраля — 02:53 1 марта
Первый выход в открытый космос. Плановая продолжительность выхода — шесть с половиной часов. Выходящие астронавты — Стивен Боуэн и Алвин Дрю. Для Боуэна это шестой выход, для Дрю — первый. Цель выхода — прокладка запасного силового кабеля между двумя модулями «Юнити» и «Транквилити», перестановка вышедшего из строя и укрепленного на временном месте насоса, использовавшегося для перекачки аммиака в системе охлаждения станции, на другое место. Этот насос был демонтирован астронавтами МКС летом 2010 года. Для этого понадобилось совершить три выхода в открытый космос. Тем не менее, тогда астронавтам не хватило времени, чтобы установить снятый насос на специальном месте на модуле «Квест». Насос остался висеть на транспортной тележке манипулятора станции. Стивен Боуэн и Алвин Дрю должны перенести насос на модуль «Квест». Этот неисправный насос планируется вернуть на землю на шаттле «Атлантис» STS-135.

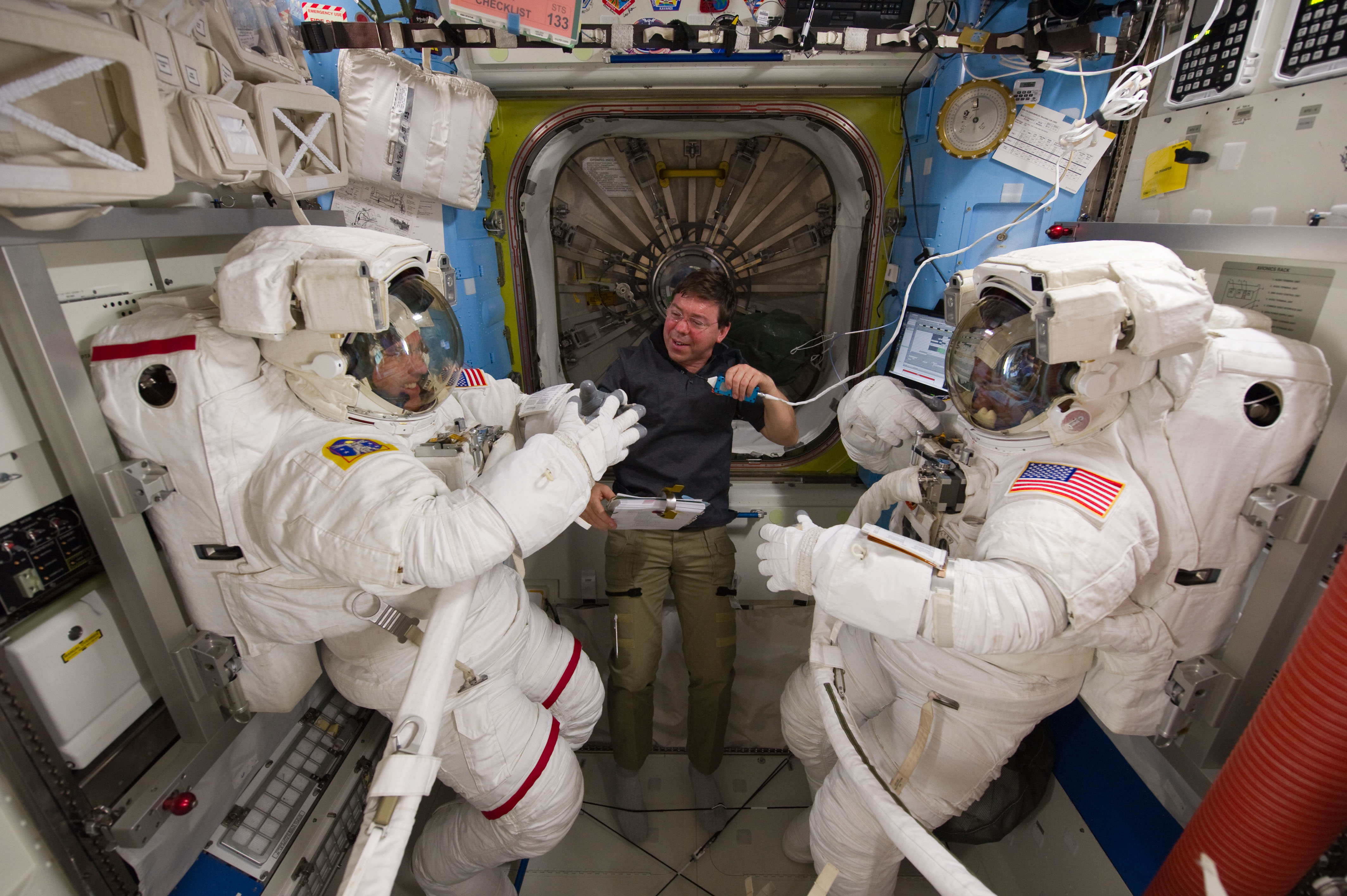
Подготовка к первому выходу в открытый космос

Астронавты наполнят специальную стальную колбу космическим вакуумом для японского образовательного проекта «Послание в бутылке».
Подготовка к выходу проходила с опережением графика, поэтому выход начался на полчаса раньше запланированного времени — в 15 часов 46 минут.
Астронавты направились к нижнему (направленному на землю) стыковочному узлу модуля «Юнити». Астронавты подсоединили трёхметровый кабель к разъёму на модуле «Юнити». В дальнейшем этот кабель может быть использован для подключения к модулю «Транквилити». В 16 часов 39 минут астронавты завершили выполнение первого задания.
Стивен Боуэн отправился к манипулятору станции и закрепил свои ступни на нём. Находясь на манипуляторе, Боуэн должен перенести 360-килограммовый насос системы охлаждения. Алвин Дрю направился к транспортной тележке, чтобы забрать находящиеся там инструменты.
Манипулятором, на котором находится Боуэн, управляют Скотт Келли и Майкл Барратт из модуля «Купол». Однако, в 17 часов 39 минут оборвалась связь с пультом управления манипулятора, находящимся в модуле «Купол». Келли и Барратт перебрались к пульту, находящемуся в модуле «Дестини» и переместили Боуэна к транспортной тележке, на которой находился насос. В 18 часов 7 минут Боуэн поднял насос. Боуэн вместе с насосом передвинулся к платформе № 2, на которой насос должен быть закреплён. Здесь же его дожидался Алвин Дрю. В 18 часов 50 минут астронавты закрепили насос на платформе. К насосу был подсоединён вентиль и электрические кабели. Работы с насосом были завершены в 19 часов 41 минуту.
В 20 часов 15 минут астронавты направляются к сегменту S3, где они переустановили видеокамеру. Затем они установили новые упоры на рельсах, по которым передвигается транспортная тележка манипулятора. С новыми упорами тележка сможет продвигаться дальше.

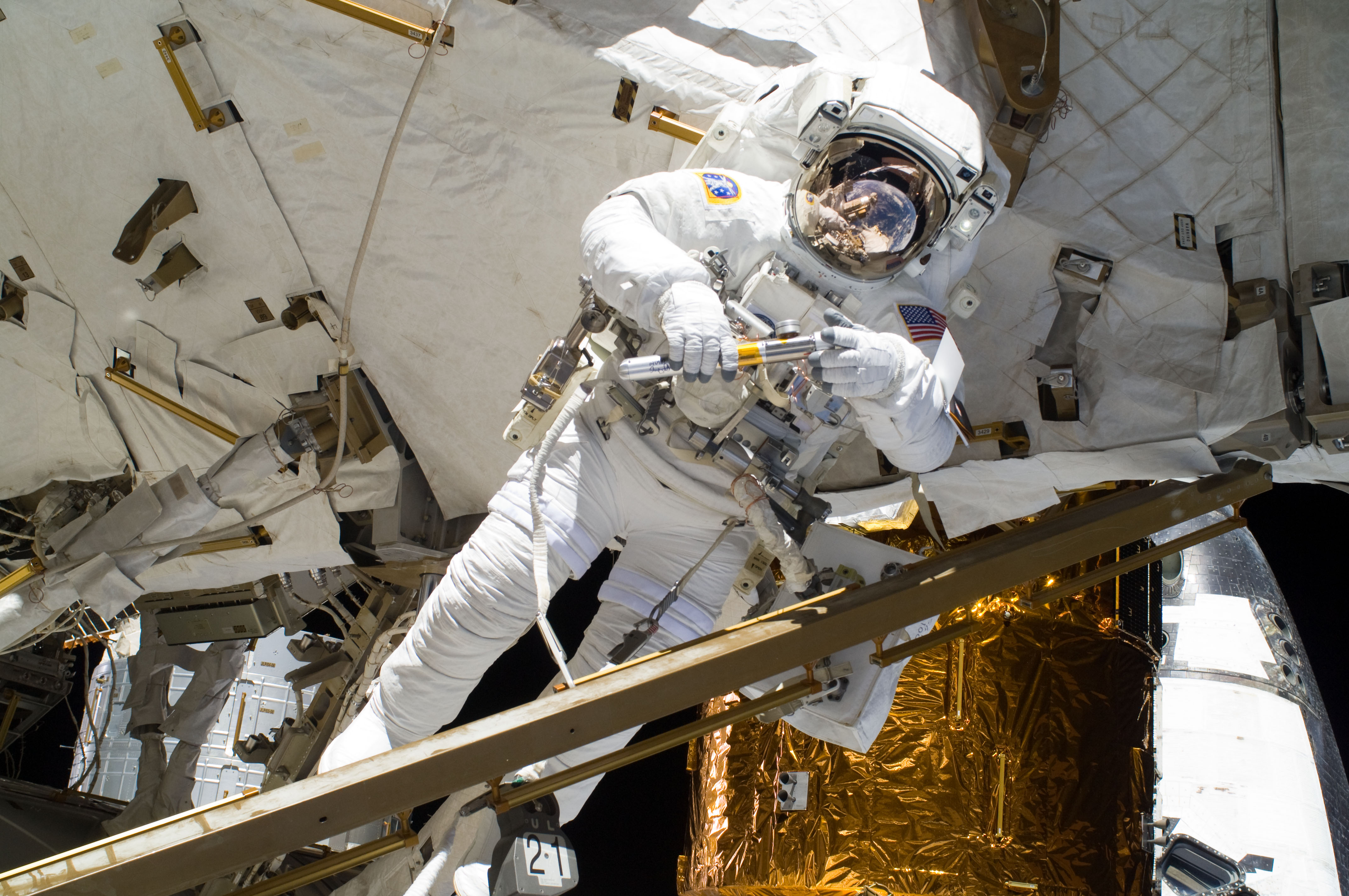
Алвин Дрю наполняет стальной цилиндр вакуумом

В 21 час 45 минут Боуэн и Дрю направились к шлюзовому модулю. В 21 час 56 минут Дрю открыл стальной японский цилиндр и «наполнил» его космическим вакуумом. В это время Стивен Боуэн фотографировал его на фоне японского модуля «Кибо».
В 22 часа 3 минуты астронавты вернулись в шлюзовой модуль. В 22 часа 15 минут был закрыт люк модуля.
Алвин Дрю стал двухсотым человеком, вышедшим в открытый космос.
Выход закончился в 22 часа 20 минут. Продолжительность выхода составила 6 часов 34 минут. Это был 154-й выход в открытый космос, связанный с МКС.
Руководство полётом объявило о продлении на одни сутки полёта «Дискавери». Расстыковка переносится на 6 марта, возвращение на землю — 8 марта в 16 часов 30 минут. В дополнительный день астронавты будут помогать астронавтам МКС разгружать модуль «Леонардо».

### Шестой день полёта
10:53 1 марта — 02:23 2 марта
В этот день астронавтам предстояло достать 12-тонный модуль «Леонардо» из грузового отсека «Дискавери» и пристыковать его к нижнему порту модуля «Юнити».

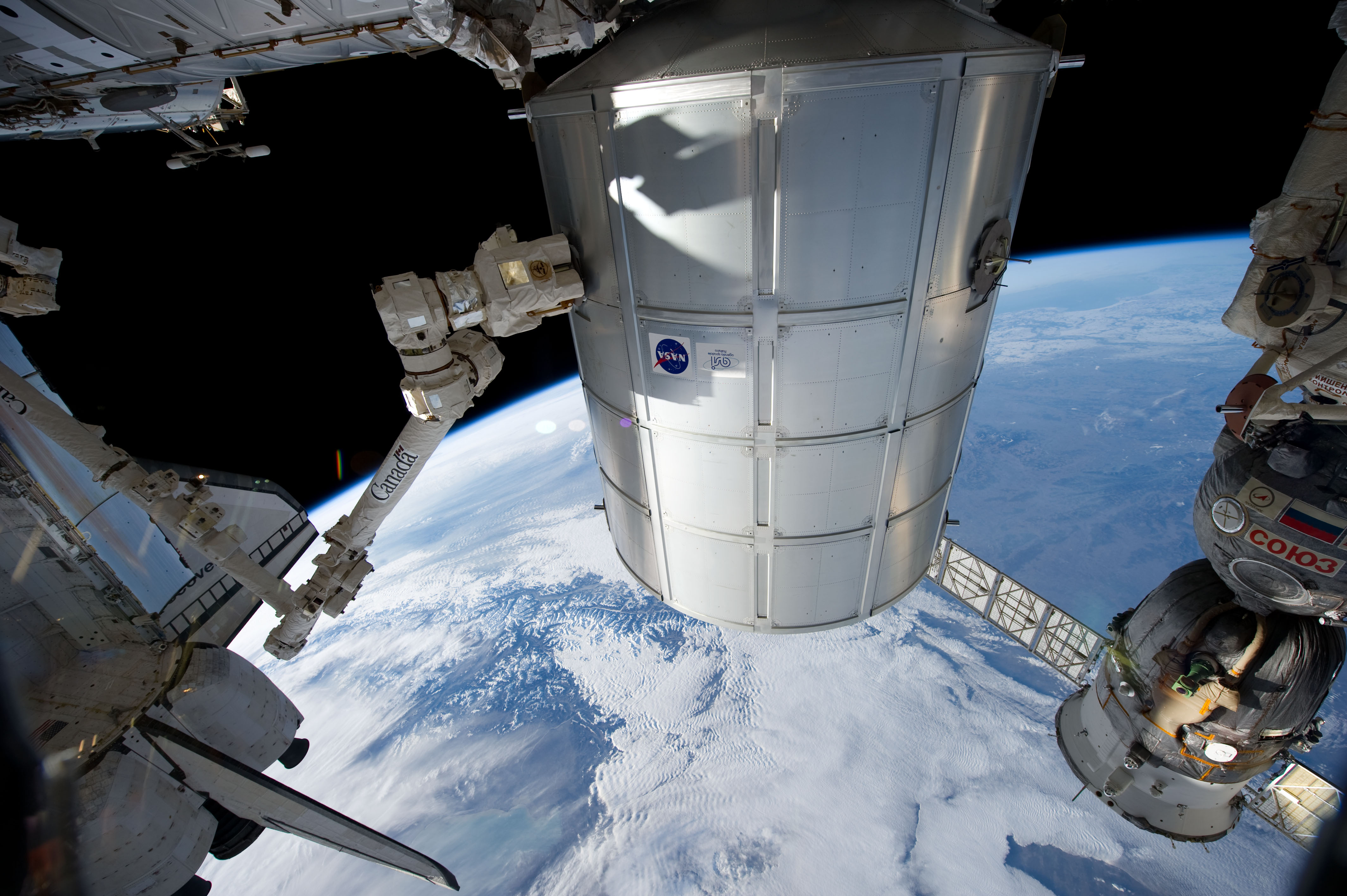
Модуль «Леонардо» пристыкован к станции

Изготовленный в Италии Модуль «Леонардо» весит около двенадцати тонн, его размеры — 6,4×4,6 м (21×15 футов), внутренний герметичный объём — 70 м³ (2472 фут³).
Николь Стотт и Майкл Барратт из модуля «Купол» управляли манипулятором станции, с помощью которого они в 13 часов 26 минут захватили модуль «Леонардо». В 13 часов 42 минуты были открыты автоматические крепления, удерживающие модуль в грузовом отсеке шаттла. В 13 часов 46 минут Николь Стотт и Майкл Барратт начали медленно поднимать модуль «Леонардо» из грузового отсека «Дискавери». Затем «Леонардо» был перемещён к нижнему стыковочному узлу модуля «Юнити». В 14 часов 50 минут «Леонардо» был придвинут вплотную в стыковочному узлу. Захватывающие и стягивающие механизмы стыковочного узла сработали, и в 15 часов 5 минут модуль «Леонардо» пристыкован. В 15 часов 30 минут манипулятор станции был отведён от «Леонардо». После проверки герметичности стыка люк в модуль «Леонардо» изнутри станции был открыт в 23 часа 17 минут. Первым в новый модуль МКС вошёл командир экипажа МКС Скотт Келли.

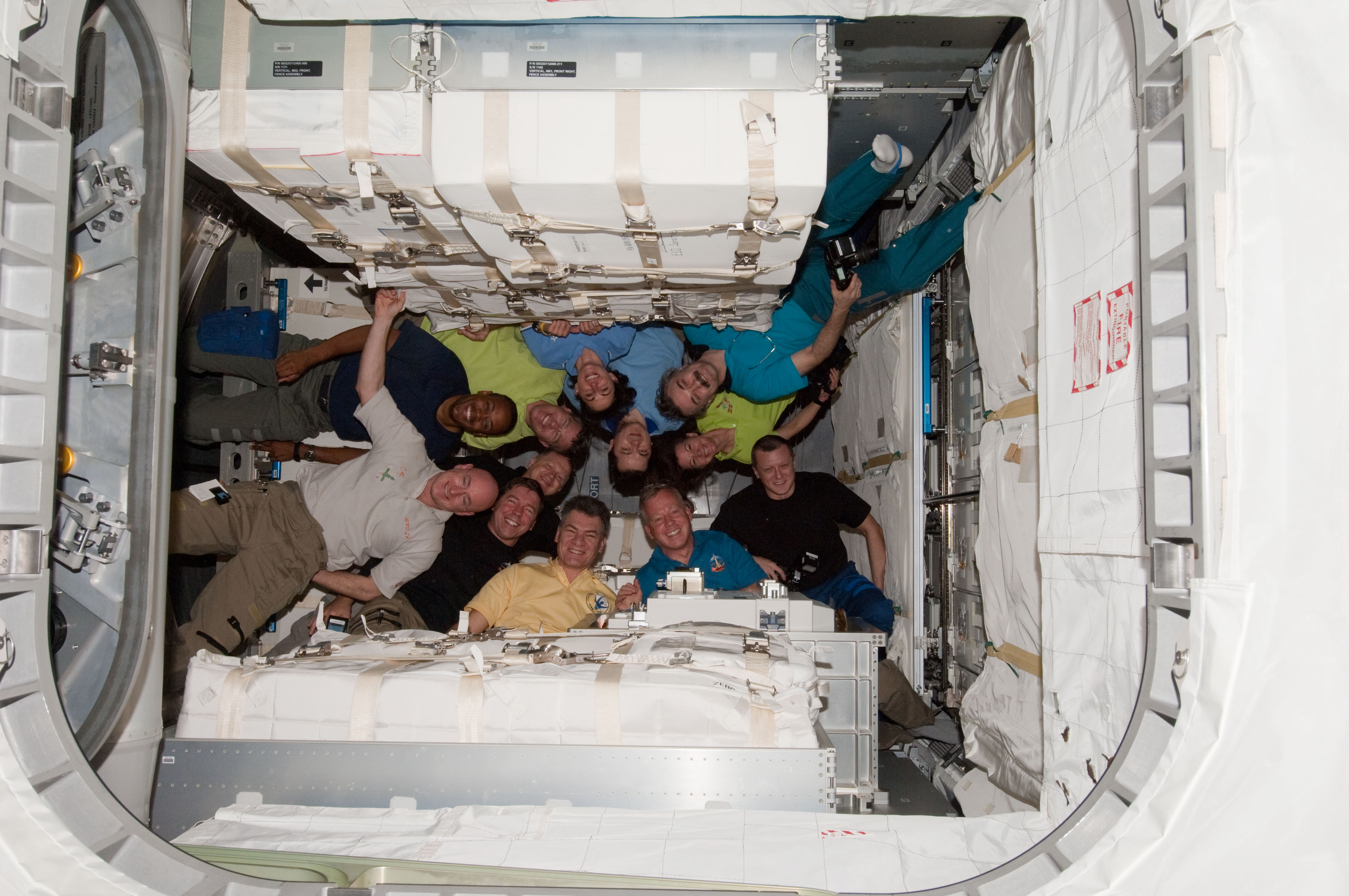
Экипажи «Дискавери» и МКС в модуле «Леонардо»

В 16 часов 14 минут было объявлено об отказе от предполагаемого облёта станции кораблём «Союз». Представители «Роскосмоса» не рекомендовали выполнение облёта на корабле «Союз ТМА-01М», так как на этом корабле установлена новая цифровая система управления, которая ещё не опробована для облёта. Полётный план корабля «Союз ТМА-01М» предусматривает только старт, стыковку с МКС, отстыковку и приземление. Облёт станции на корабле «Союз ТМА-20», который пристыкован к модулю «Рассвет», не рассматривался. «Союз ТМА-20» находится близко к «Дискавери», и при манёврах выхлопные струи двигателей «Союза» могут повредить шаттл.
Астронавты Стивен Боуэн и Алвин Дрю перепроверяли скафандры и оборудование для предстоящего на следующий день второго выхода в открытый космос.

### Седьмой день полёта
10:23 2 марта — 01:53 3 марта
День второго выхода в открытый космос. Плановое начало выхода — 10 часов 18 минут. Плановая продолжительность выхода — шесть с половиной часов. Выходящие астронавты — Стивен Боуэн и Алвин Дрю. Для Боуэна это седьмой выход, для Дрю — второй. Задания для выхода — выпуск остатков аммиака из насоса системы охлаждения, установка защитных линз на объективы камер на канадском роботе-манипуляторе «Декстр», установка защитной линзы на объектив камеры на манипуляторе станции, снятие с внешней поверхности экспериментального стенда, установка освещения на транспортной тележке.
Во время одевания в скафандре Боуэна была обнаружена утечка. На поиск и устранение утечки потребовалось около получаса времени, поэтому выход начался с запозданием — в 15 часов 42 минуты.
Алвин Дрю направился к насосу системы охлаждения, который находится на специальной платформе на шлюзовом модуле «Квест». В 16 часов 20 минут Дрю открыл вентиль на насосе и выпустил из него около восемнадцати килограммов аммиака.
Стивен Боуэн закрепил свои ступни на манипуляторе и направился к модулю «Коламбус», чтобы забрать экспериментальный стенд. В 17 часов 4 минуты он снял экспериментальный стенд с модуля «Коламбус». Боуэн держал стенд в руках, пока манипулятор переносил его в грузовой отсек шаттла. В 17 часов 30 минут стенд с экспериментальными образцами был закреплён на левом борту грузового отсека.

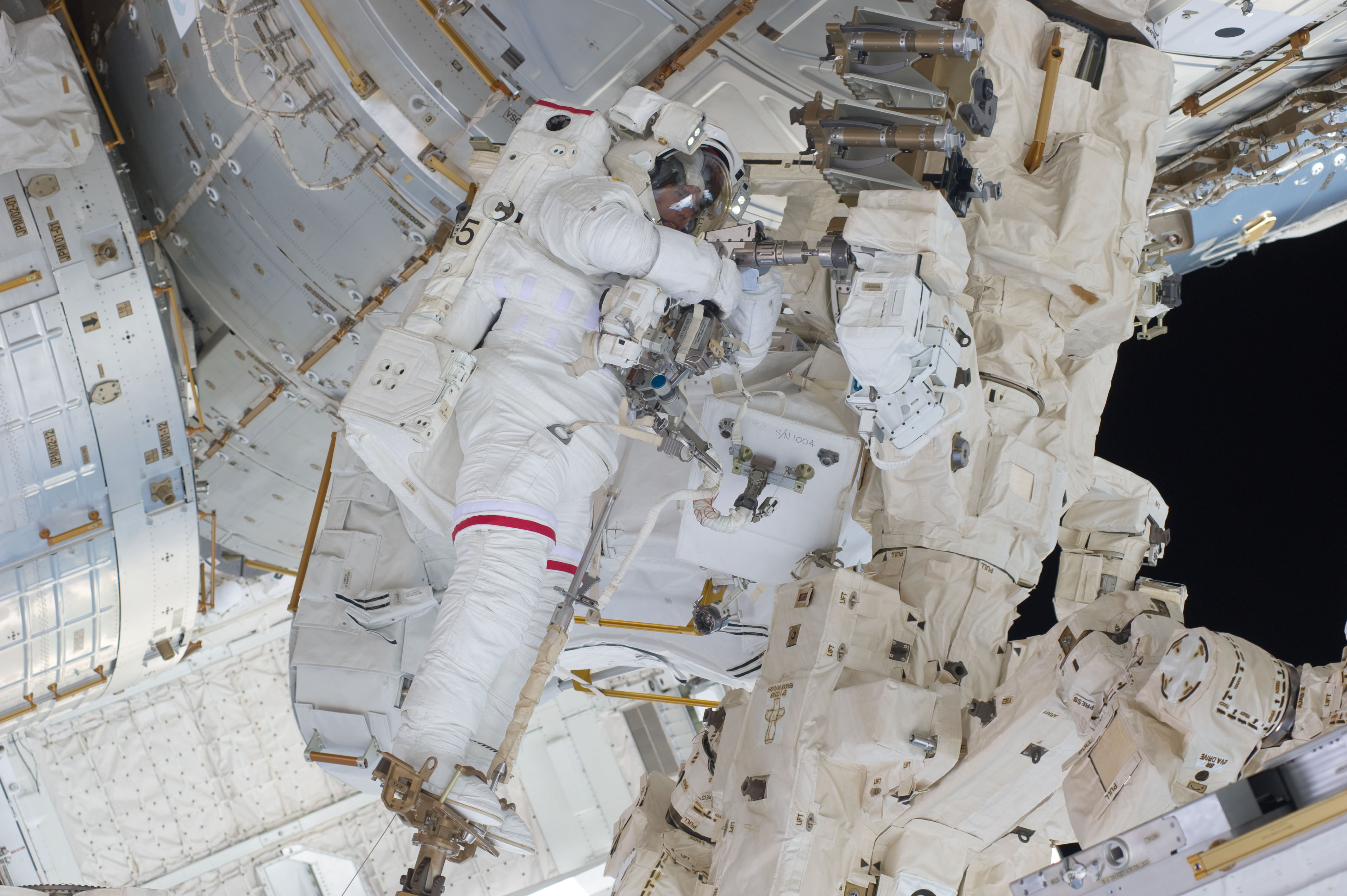
Стивен Боуэн

В 18 часов Боуэн на манипуляторе переместился к роботу «Декстр» и установил на нём вторую камеру и защитные линзы. Затем он установил защитные линзы на камеру, которая находятся на локте манипулятора станции. Время — 20 часов 32 минуты.
В 17 часов 40 минут Алвин Дрю направился к сегменту S3 и снял теплозащитное покрывало с экспериментально-транспортной платформы, затем он передвинулся к сегменту S1 и проконтролировал состояние камеры, которая была установлена во время первого выхода в космос. В 18 часов 37 минут Дрю перешёл к модулю «Квест» и пополнил запас кислорода в своём скафандре. Затем он направился к сегменту P3, где установил дополнительное освещение. Время 19 часов 29 минут. Дрю переместился к модулю «Транквилити» и удалил остатки изоляции вокруг разъёмов.
В 21 час 3 минуты на шлеме Дрю отключился свет. Боуэн приблизился к нему, чтобы помочь восстановить освещение, но это им не удалось. В 20 часов 17 минут Дрю направился к шлюзовому модулю. Боуэн собрал инструменты и в 21 час 42 минуты также направился в шлюзовой модуль.
В 21 часа 50 минут был закрыт люк модуля. Выход закончился в 21 часа 56 минут. Продолжительность выхода составила 6 часов 14 минут. Это был 155-й выход в открытый космос, связанный с МКС, 244-й американский выход и седьмой выход в карьере Боуэна; его суммарное время в открытом космосе составило 47 часов 18 минут. Общее время Дрю составило 12 часов 48 минут.
Внутри станции астронавты продолжали оборудовать вновь пристыкованный модуль «Леонардо».

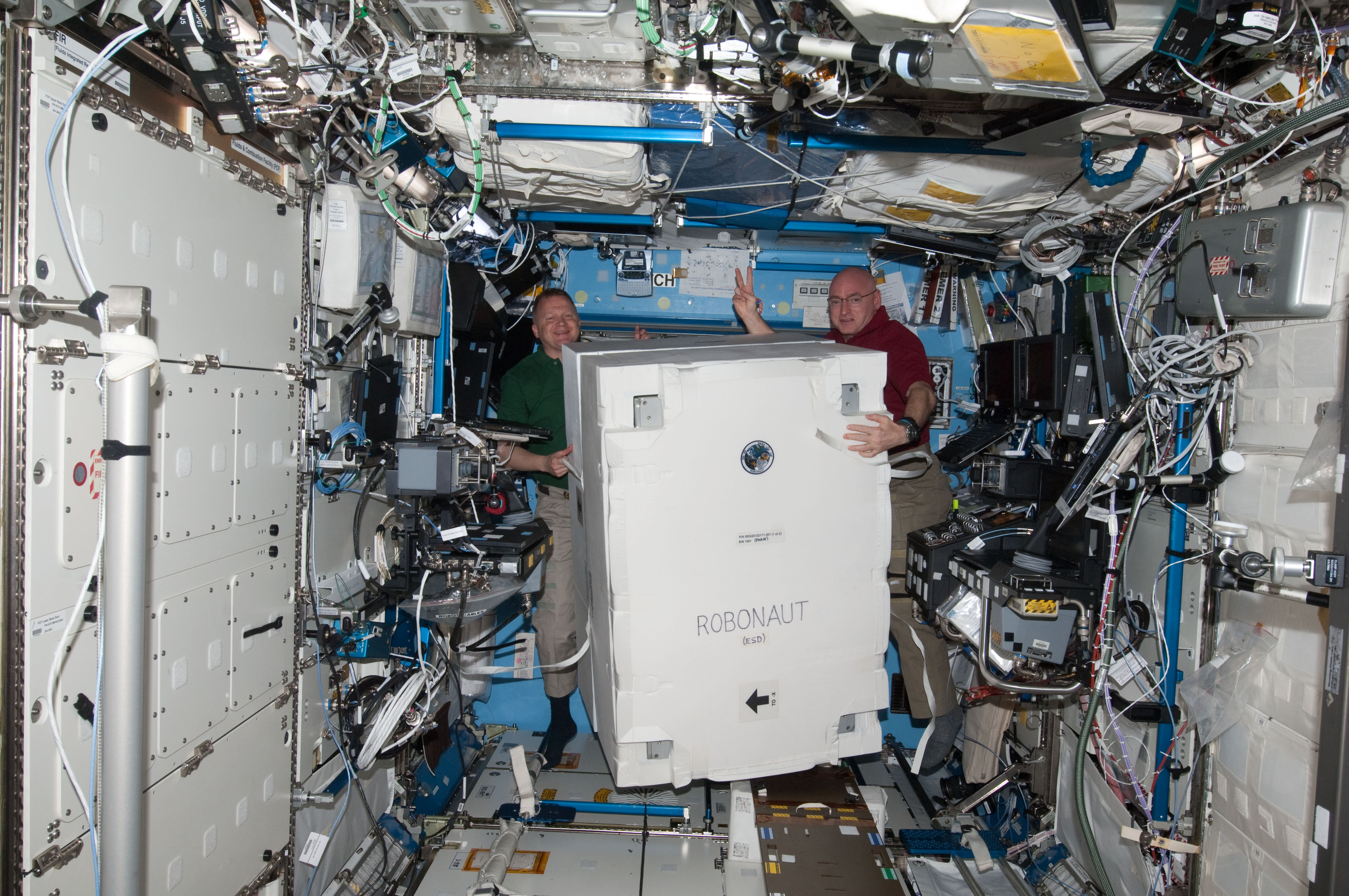
Эрик Боу и Скотт Келли переносят контейнер, в котором упакован Робонавт

Робот Робонавт-2, который доставлен в модуле «Леонардо», был перенесён в модуль «Дестини», где он останется в упакованном виде. Сборка Робонавта планируется на конец марта. Тестирование Робонавта с земли будет продолжаться несколько месяцев, прежде чем он начнёт помогать астронавтам станции.

### Восьмой день полёта
09:53 3 марта — 01:23 4 марта
Астронавты приводили в рабочее состояние новый модуль станции — герметичный многофункциональный модуль, бывший многоцелевой модуль снабжения «Леонардо». Распаковывали привезённое оборудование. Все ненужное более на станции оборудование и материалы астронавты переносили в японский грузовой корабль, который отстыкуется от станции 28 марта и вместе с загруженным в него мусором сгорит в атмосфере.

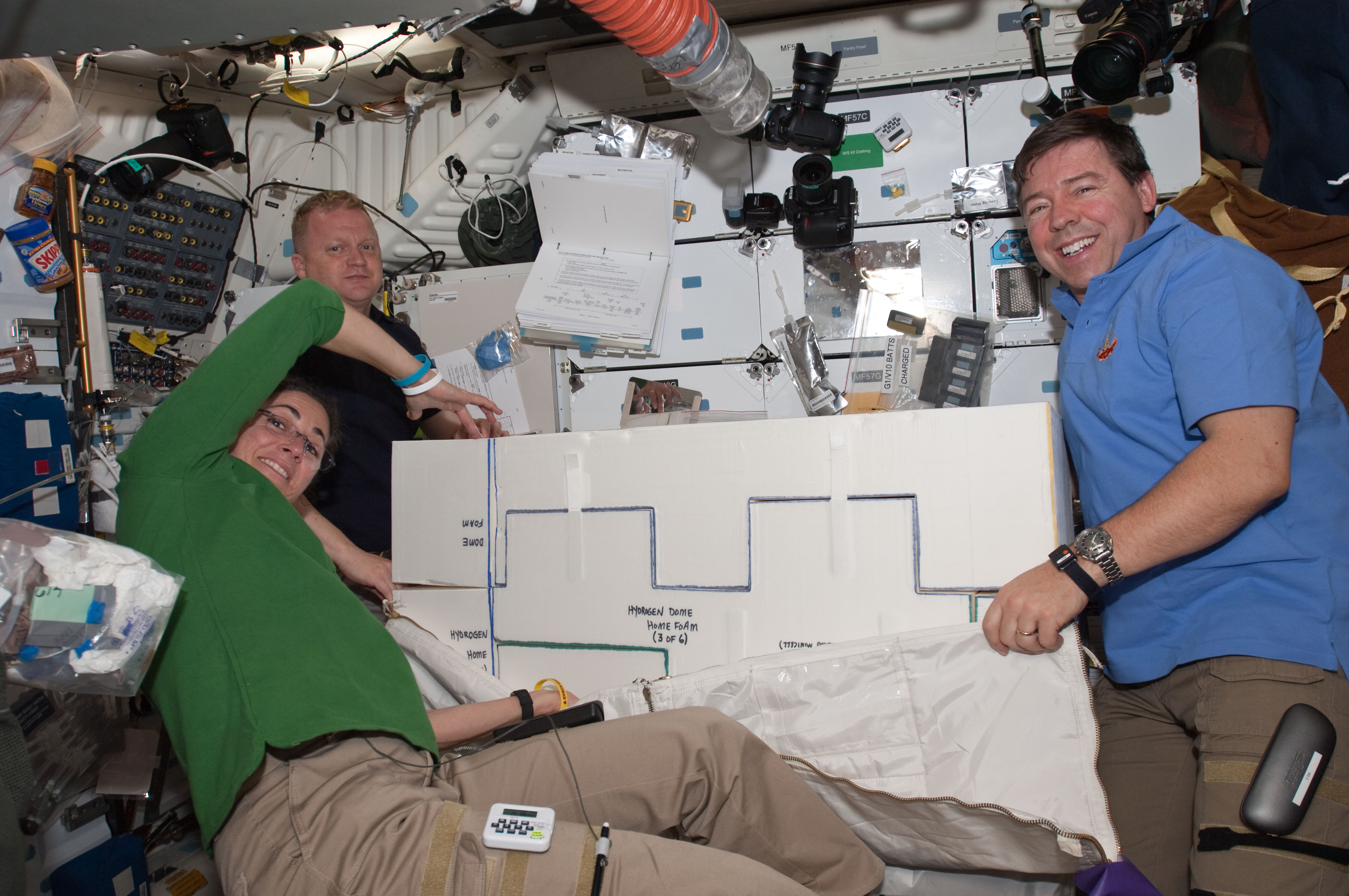
Астронавты на средней палубе «Дискавери»

В 13 часов астронавты беседовали с корреспондентами телевизионных каналов CNN, WTTG-TV (Вашингтон), WSTP-TV (Тампа) и KNBC-TV (Лос-Анджелес).
С 14 часов 4 минуты по 14 часов 30 минут с помощью двигателей «Дискавери» была поднята орбита станции. Новые параметры орбиты станции: апогей — 360 км (224 мили), перигей — 344 км (214 миль).
В 15 часов 30 минут астронавты беседовали с корреспондентами MSNBC, WXIA-TV (Атланта) и Fox News Radio.
В 20 часов 35 минут менеджеры НАСА объявили, что принято решение о продлении пребывания «Дискавери» в космосе ещё на одни сутки. Согласно новому плану, «Дискавери» отстыкуется от МКС 7 марта в 12 часов 3 минуты, а вернётся на землю 9 марта в 16 часов 58 минут.
В 23 часа состоялся телефонный разговор экипажей «Дискавери» и МКС с президентом США Бараком Обамой.

### Девятый день полёта
09:23 4 марта — 00:53 5 марта
Астронавты «Дискавери» и МКС продолжали разгружать и оборудовать новый модуль станции — герметичный многофункциональный модуль.
Астронавты также занимались ремонтом и обслуживанием различных систем станции: системы очистки воздуха от углекислого газа и генератора кислорода.

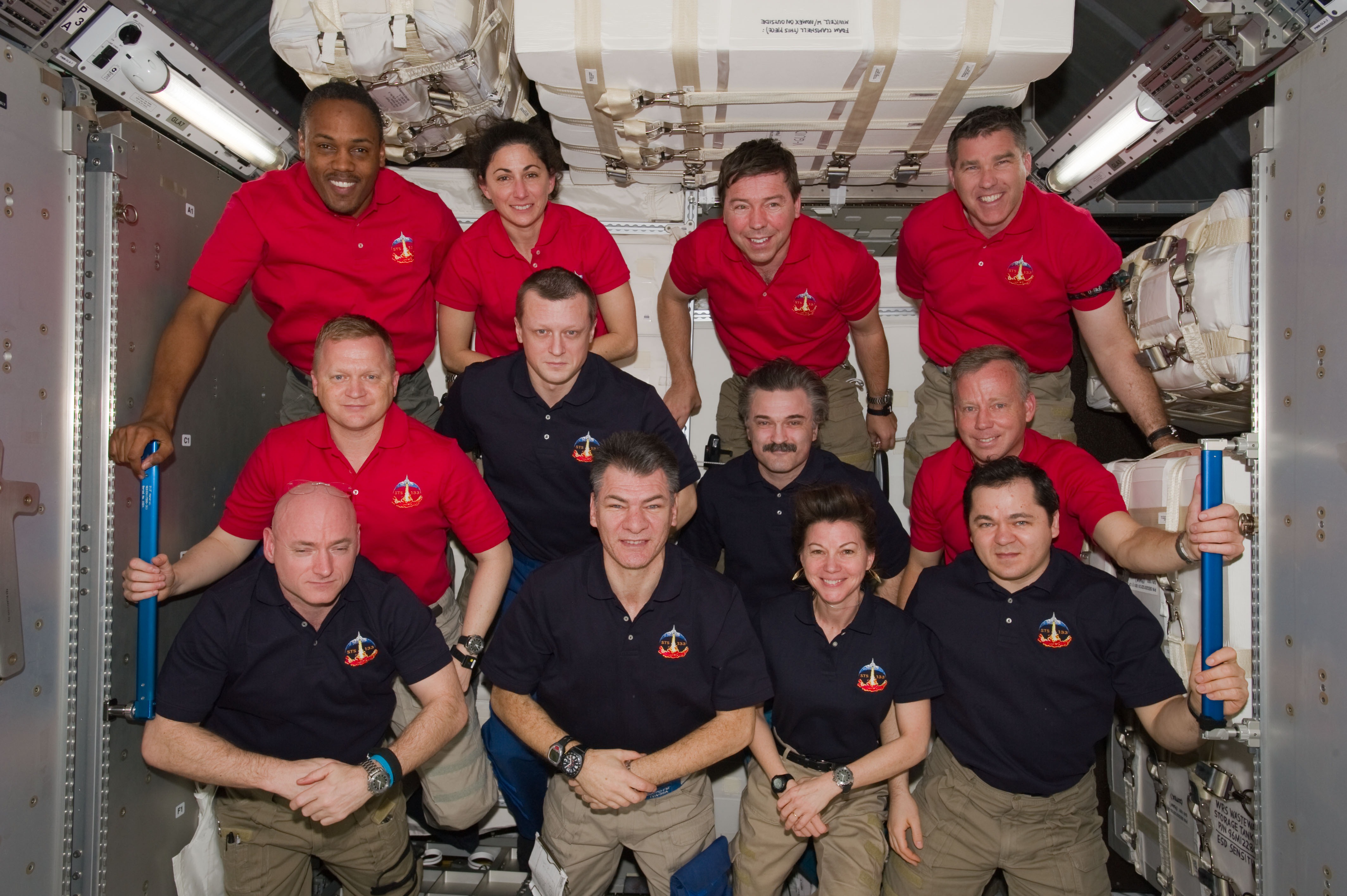
Групповой портрет экипажей «Дискавери» и МКС

В модуле «Пирс» сработал датчик задымления, который вызвал сигнал аварии. Анализ состава воздуха в модуле «Пирс» показал, что никакого задымления нет. Предположительно, датчик сработал от попадания частиц пыли. Подобные случаи уже происходили раньше.
В 16 часов астронавты участвовали в сорокаминутной пресс-конференции, в которой с другой стороны участвовали корреспонденты, находящиеся в космическом центре в Хьюстоне, в космическом центре во Флориде, в штаб-квартире НАСА в Вашингтоне и в Италии.

### Десятый день полёта
08:23 5 марта — 00:23 6 марта
Астронавты заканчивали разгружать и оборудовать новый модуль станции — герметичный многофункциональный модуль, а также заканчивали ремонт системы очистки воздуха от углекислого газа и генератора кислорода.
Расстыковка «Дискавери» и МКС запланирована в понедельник, 7 марта. В среду, 9 марта, «Дискавери» имеет две возможности для приземления в космическом центре имени Кеннеди:
- 202-й виток, торможение в 15 часов 55 минуты приземление в 16 часов 58 минут
- 203-й виток, торможение в 17 часов 31 минуту приземление в 18 часов 33 минуты.

### Одиннадцатый день полёта
08:23 6 марта — 00:23 7 марта
Астронавты закончили переноску доставленного на станцию оборудования и материалов. В «Дискавери» были перенесены около 113 кг (250 фунтов) замороженных материалов, полученных в биологических экспериментах, проводимых на станции.
В общей сложности «Дискавери» доставил на станцию:
- постоянный многофункциональный модуль, загруженный оборудованием и расходными материалами, масса — 9,9 тонны (21 817 фунтов);
- внешнюю транспортную платформу с запасной панелью радиатора системы охлаждения, масса — 3,45 тонны (7611 фунтов);
- 387 кг (853 фунта) воды;
- 50,8 кг (112 фунтов) азота;
- 82,5 кг (182 фунта) кислорода.

Астронавты перенесли из кабины шаттла в станцию 0,92 тонны (2031 фунтов) оборудования и 1,18 тонны (2599 фунтов) оборудования и экспериментальных материалов, предназначенных для отправки на Землю, из станции в шаттл.
Во второй половине дня астронавты имели дополнительное время для отдыха.
В 19 часов 38 минут экипажи «Дискавери» и МКС попрощались в модуле «Гармония». В 21 час 11 минут был закрыт люк между станцией и шаттлом. В общей сложности люк между «Дискавери» и станцией был открыт 7 суток 23 часа 55 минут.

### Двенадцатый день полёта
08:23 7 марта — 00:23 8 марта
В 11 часов комплекс шаттл+МКС был развёрнут на 180°. Отстыковка шаттла «Дискавери» от МКС состоялась в 12 часов. В это время шаттл и станция пролетали над Тихим океаном восточнее Индонезии и северо-восточнее Австралии. Общее время в состыкованном состоянии составило 8 суток 16 часов 46 минут.

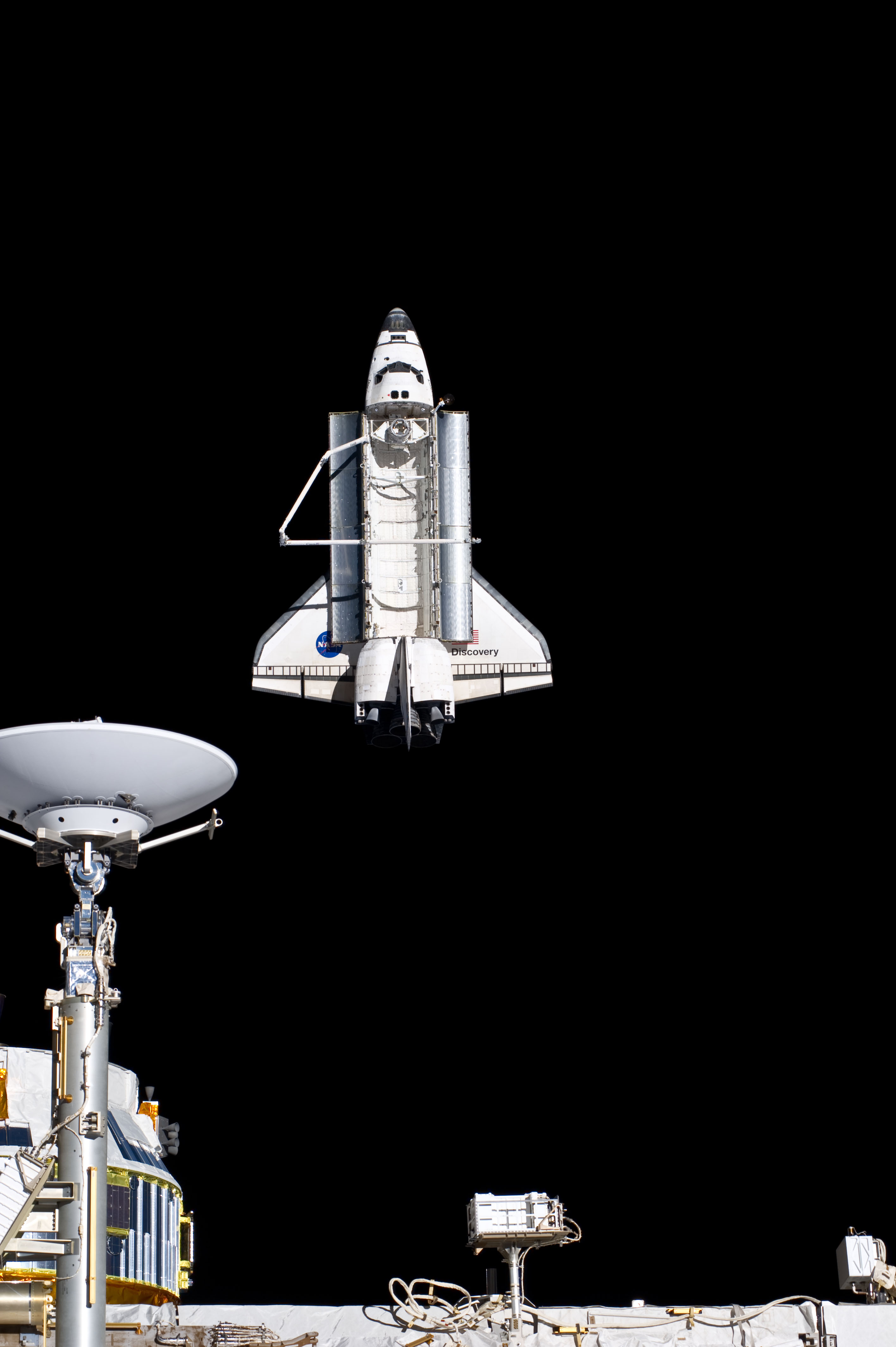
«Дискавери» покинул МКС с пустым грузовым отсеком

В 12 часов 8 минут «Дискавери» удалился на 30 м (100 футов) от станции. В 12 часов 16 минут «Дискавери» удалился на 72 м (236 футов) от станции, скорость удаления — 8 см/с (0,27 фут/с). В 12 часов 21 минуту расстояние между «Дискавери» и МКС составляло 114 м (375 футов).
В 12 часов 23 минуты под управлением пилота Эрика Боу «Дискавери» начал традиционный круговой облёт МКС. В 12 часов 31 минуту «Дискавери» находился на расстоянии 154 м (505 футов) от станции. В 12 часов 35 минут «Дискавери» находился над МКС. В 12 часов 47 минут «Дискавери» был сзади станции, расстояние между ними — 221 м (725 футов). В 12 часов 56 минут «Дискавери» находился под станцией. В это время «Дискавери» и станция пролетали над Атлантическим океаном, приближаясь к побережью Африки. В 13 часов 4 минуты «Дискавери» пролетел над Италией. В 13 часов 8 минут «Дискавери» был впереди станции и заканчивал её облёт.

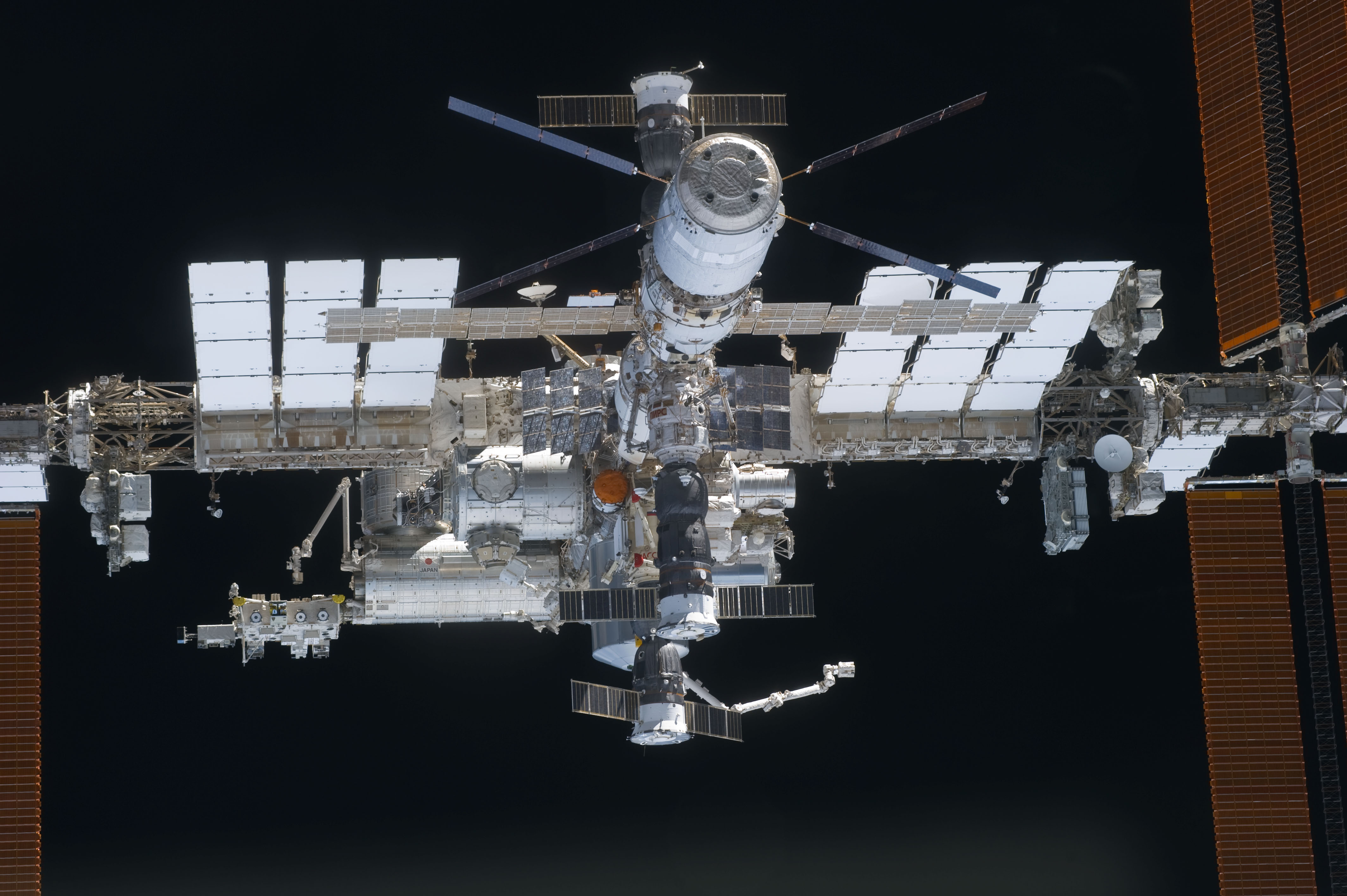
Облёт МКС

В 13 часов 9 минут были включены двигатели шаттла и он стал удаляться от станции. В 13 часов 17 минут «Дискавери» находился на расстоянии 427 м (1400 футов). В 13 часов 27 минут «Дискавери» находился на расстоянии 1,3 км (4300 футов) от станции и удалялся со скоростью 1,73 м/с (5,69 фута/с). В 13 часов 37 минут второй раз включились двигатели шаттла и он стал уходить от станции.
После ухода «Дискавери» от МКС, в 16 часов 15 минут, астронавты начали подготавливать оборудование для заключительной инспекции теплозащитного покрытия шаттла. Заключительная инспекция проводится для обнаружения возможных повреждений теплозащитного покрытия шаттла микрометеоритами или космическим мусором после инспекции, проведённой на второй день полёта. В 16 часов 54 минут началось обследование правого крыла шаттла. С 18 часов 5 минут — обследование носа. С 19 часов 20 минут — последняя часть — обследование левого крыла. В 20 часов 39 минут обследование закончено. В 21 час 14 минут удлинитель манипулятора, с установленными на нём камерами, уложен в грузовом отсеке шаттла. В 21 час 25 минут в грузовом отсеке также сложен робот-манипулятор. Данные обследования переданы на землю для анализа специалистами НАСА.

### Тринадцатый день полёта
08:23 8 марта — 00:23 9 марта
Астронавты готовились к возвращению на Землю. Они проверяли системы «Дискавери», задействованные при приземлении.
Прогноз погоды во Флориде на среду, 9 марта, — благоприятный для приземления. В четверг, 10 марта, ожидаются гроза и дождь. В Калифорнии и 9 и 10 марта ожидается благоприятная погода.
Вариант приземления в Калифорнии, на военно-воздушной базе Эдвардс, предусматривался только на 10 марта. Ресурсов «Дискавери» было достаточно для продолжения полёта до пятницы 11 марта.
В 11 часов 23 минуты началась беседа астронавтов с корреспондентами американских телевизионных каналов CBS News, ABC News и The Associated Press.
В 16 часов 20 минут было объявлено, что в результате анализа изображений теплозащитного покрытия шаттла повреждений не обнаружено, «Дискавери» готов к безопасной посадке.

### Четырнадцатый день полёта
08:23 9 марта — 16:57 9 марта

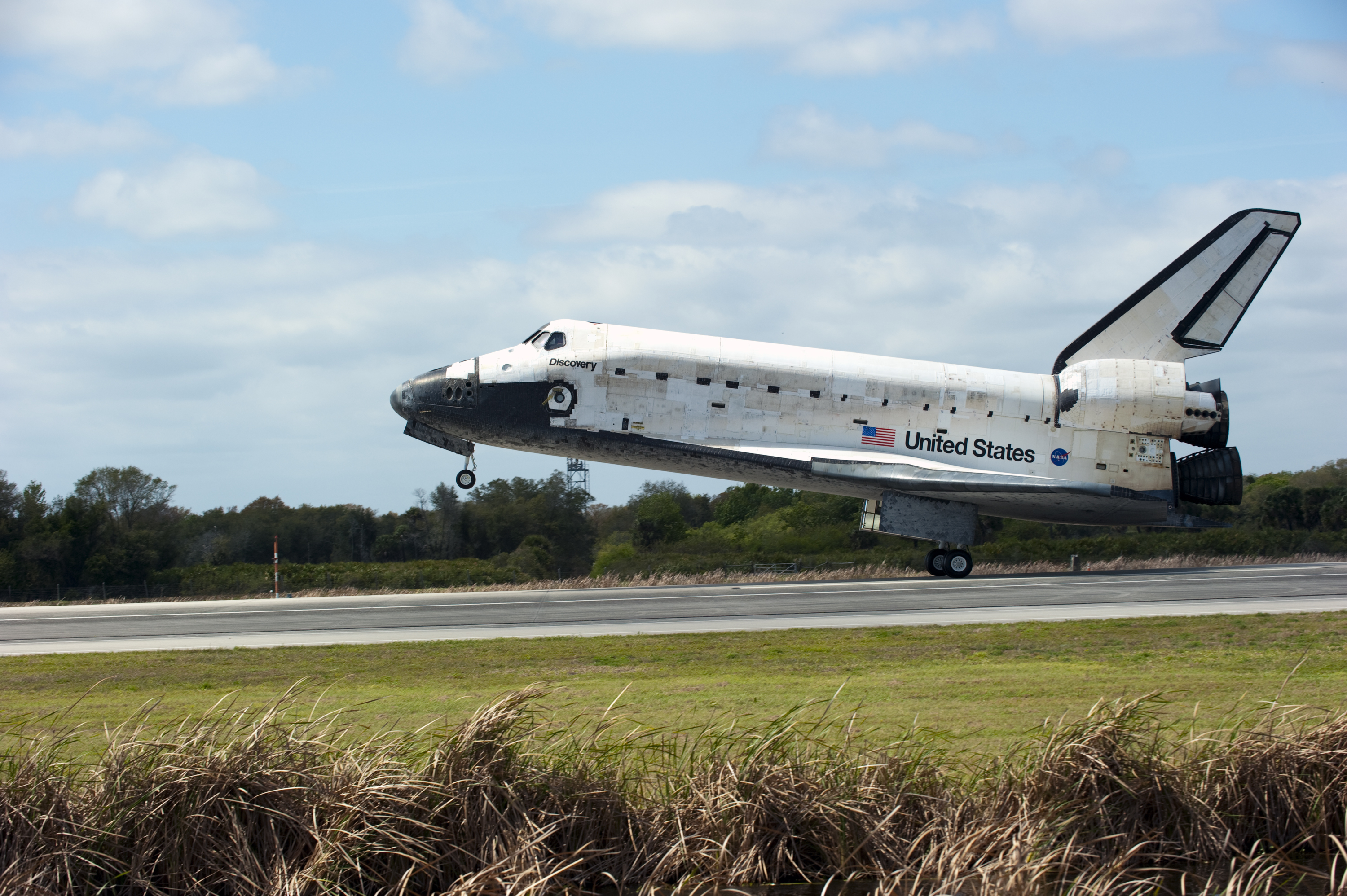
Последняя посадка «Дискавери»

- В 12 часов экипаж «Дискавери» приступил к последним приготовлениям к возвращению на землю.
- В 12 часов 47 минут астронавт Фредерик Стеркоу, который на самолёте Т-38 наблюдал динамику развития погоды в районе космодрома, сообщил, что погодные условия остаются благоприятными для приземления.
- В 13 часов 20 минут был закрыт грузовой отсек «Дискавери».
- В 15 часов 5 минут «Дискавери» начал свой заключительный 202-й виток. В 15 часов 27 минут руководитель полёта разрешил посадку «Дискавери». В это время шаттл пролетал над Европой, приближаясь в границе России, далее он двигался в сторону Индии и Индийского океана. В 15 часов 33 минуты «Дискавери» развернулся перед тормозным импульсом. Двигатели на торможение были включены в 15 часов 52 минуты. Двигатели отработали 2 минуты 27 секунды. «Дискавери» сошёл с орбиты и устремился к земле. В 16 часов «Дискавери» пролетел над юго-западной оконечностью Австралии. В 16 часов 19 минут высота полёта — 200 км (125 миль). В 16 часов 25 минут высота — 122 км, скорость — М=25, «Дискавери» вошёл в верхние слои атмосферы. В 16 часов 37 минут «Дискавери» находится на высоте 70 км (44 мили), на расстоянии 3200 км (2000 миль) от места приземления, его скорость — 24 000 км/ч (15 000 миль/ч). «Дискавери» двигался над Тихим океаном в направлении юго-запад — северо-восток. В 16 часов 40 минут «Дискавери» пролетел над Гватемалой, затем — над Сальвадором и Карибским морем западнее Кубы. В 16 часов 44 минуты «Дискавери» находился на высоте 53 км (33 мили), на расстоянии 890 км (553 мили) от места приземления, его скорость — 13 200 км/ч (8200 миль/ч). В 16 часов 48 минут «Дискавери» — над побережьем Флориды. В 16 часов 50 минут «Дискавери» находится на высоте 24 км (15 миль), на расстоянии 115 км (72 мили) от места приземления. В 16 часов 53 минуты «Дискавери» находился на высоте 14,5 км (9 миль), на расстоянии 43 км (27 миль) от места приземления, его скорость — 1000 км/ч (645 миль/ч). Под управлением Стивена Линдси «Дискавери» сделал разворот на 250° и в 16 часов 57 минут опустился на взлётно-посадочную полосу № 15 космического центра имени Кеннеди.

Полёт продолжался 12 суток 19 часов 4 минуты. «Дискавери» пролетел 8 543 361 км (5 304 140 миль). Вес при приземлении — 93 тонны (204 736 фунтов), что на 29 тонн (63 884 фунта) меньше, чем при старте.

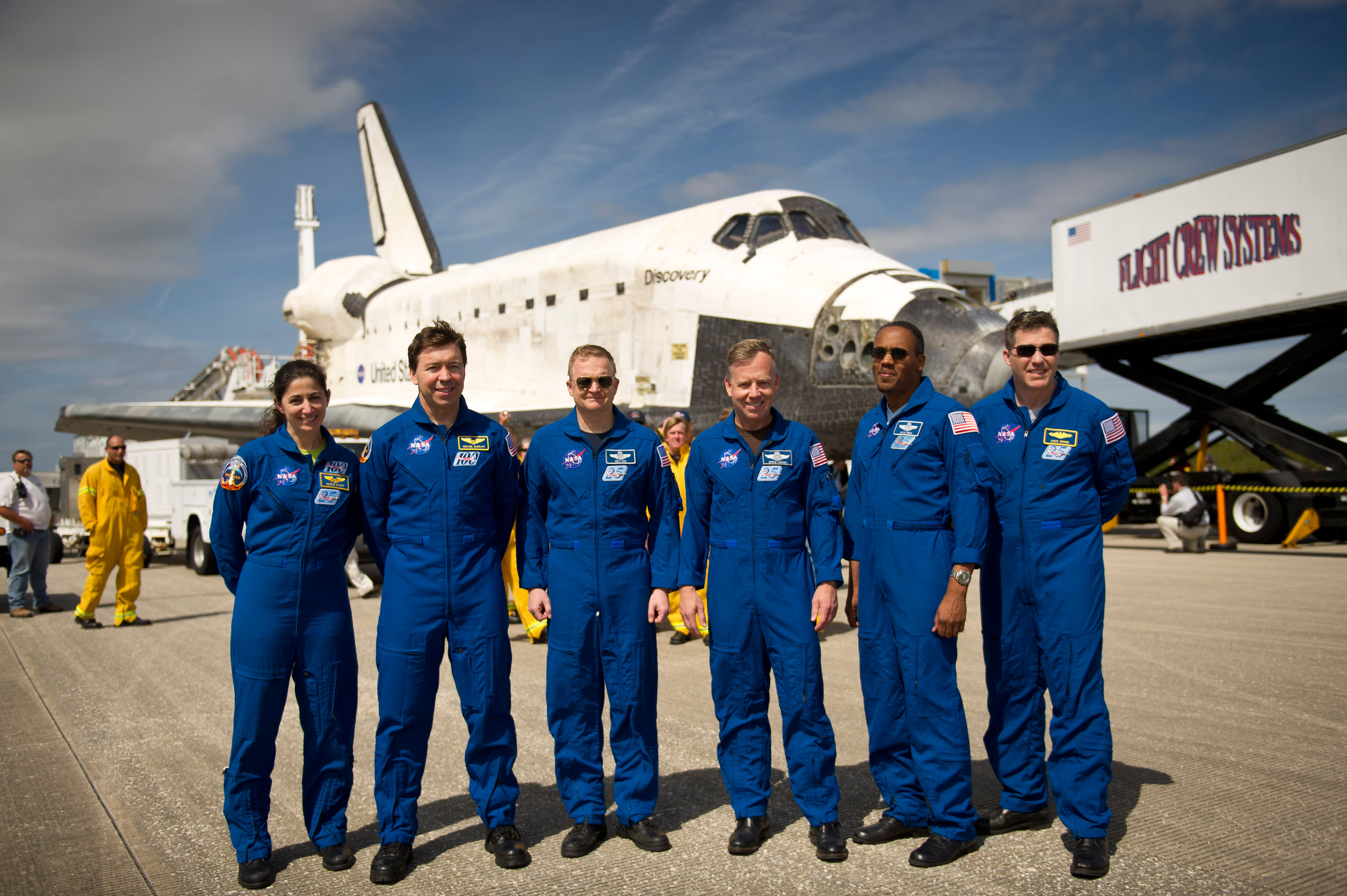
Экипаж после приземления

В 17 часов 44 минуты астронавты вышли из шаттла в специальный автобус, где они прошли медицинский осмотр. В 18 часов 18 минут астронавты вышли на ВПП и совершили традиционный обход своего корабля.
«Дискавери» тридцать девятый раз вернулся из космоса. Первый полёт «Дискавери» совершил в августе 1984 года. За 39 полётов «Дискавери» совершил 5830 витков вокруг Земли, провёл в космосе целый год (365 суток) и преодолел 238 млн км (148 млн миль).
«Дискавери» установлен в Смитсоновском национальном музее авиации и космонавтики, сменив находящийся там летавший только в атмосфере шаттл «Энтерпрайз».